# Herrschaft Wutental

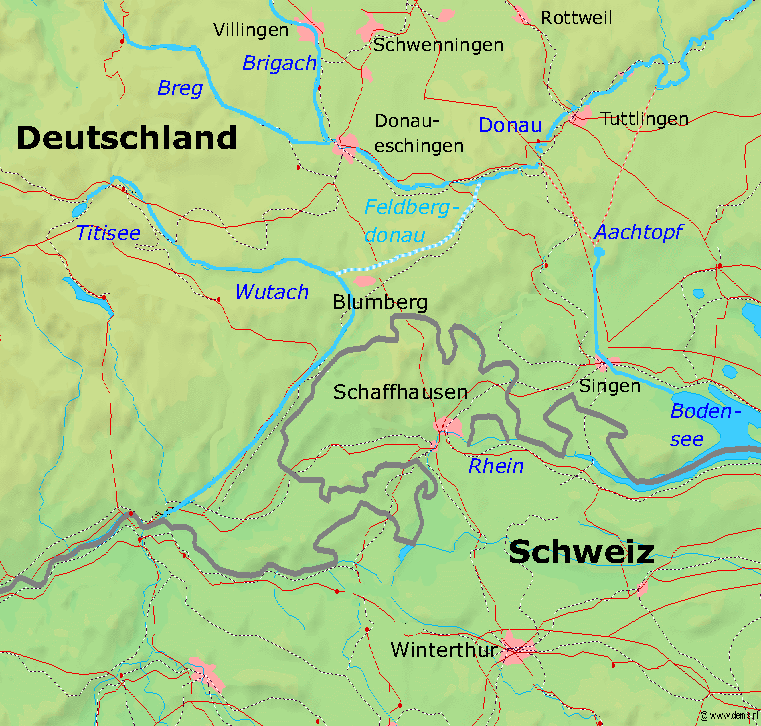
Wutental im Teilverlauf der Wutach zwischen dem Ende der Abgrenzung vom Kanton Schaffhausen und vor der Mündung in den Hochrhein (Grenze).

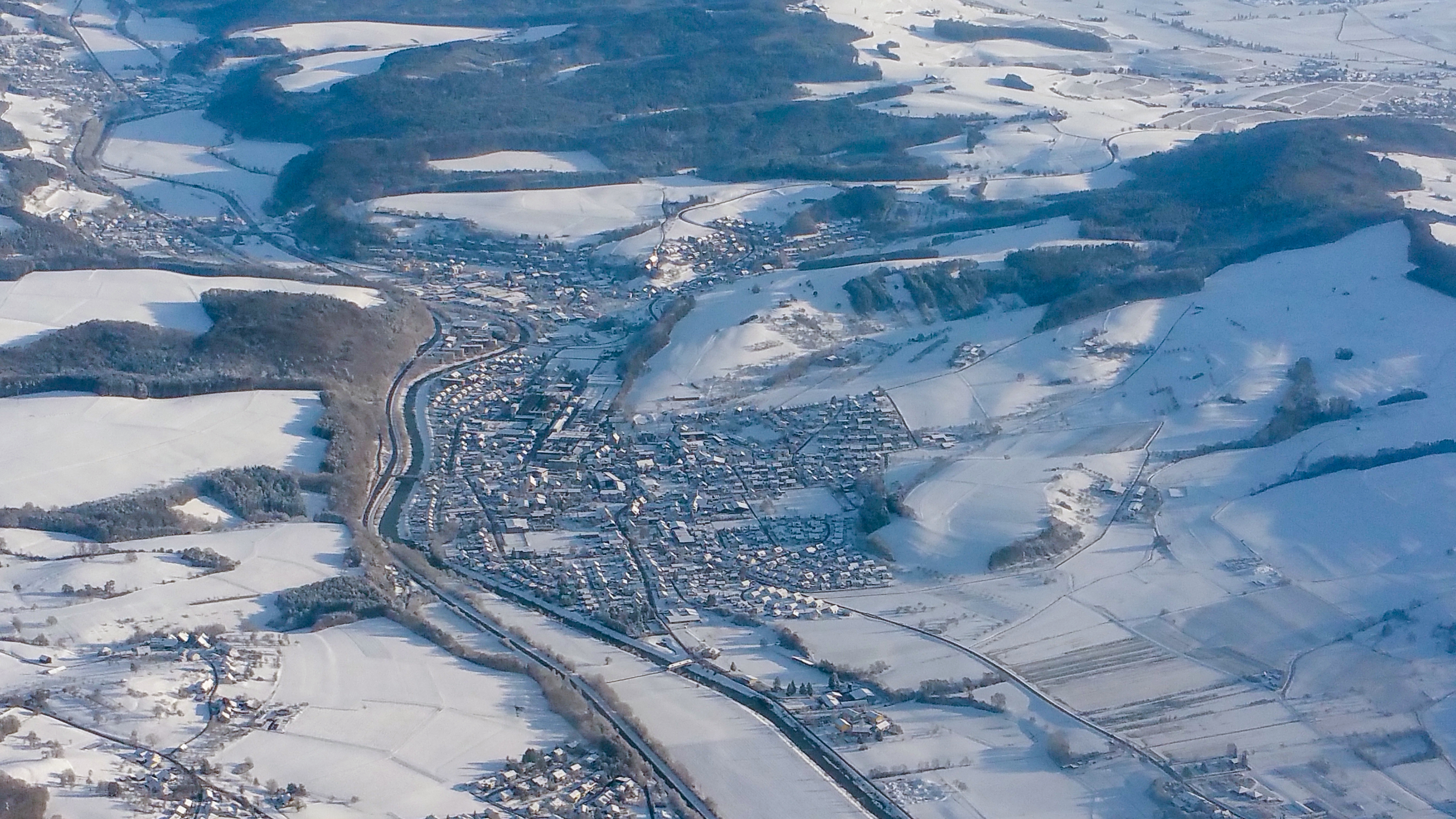
Am oberen (östlichen) Ende von Wutöschingen (Mitte) liegt links Ofteringen, dazwischen der Engpass. Oben rechts liegt Degernau mit dem Übergang in den Klettgau. Unten links liegt Horheim. Das Waldgebiet auf der rechten Bildseite ist der südliche Randen. Rechts unten beginnt das Dorf Schwerzen

Die Herrschaft Wutental fasste ab dem 12. Jahrhundert einen geografisch ringsum abgeschlossenen Siedlungsbereich an der unteren Wutach in Formen gemeinsamer Verwaltung zusammen. In Urkunden erstmals als Woetental 1318 und dann als officium Wŭtental 1352 in einem Berain des Klosters St. Blasien genannt. Räumlich entspricht sie noch heute – mit zeitbedingten Abwandlungen – der 1975 gegründeten Gemeinde Wutöschingen.

## Geografie
Nördlich wird der Siedlungsraum Wutental von den Hängen der Hochebene zum südlichen Schwarzwald abgegrenzt, südlich vom hier auslaufenden Höhenzug des Randengebirges zur Klettgau-Ebene. Die natürliche Abgrenzung vom Verlauf der Wutach im Osten bildet eine Engstelle bei der Reuentaler Mühle, im Westen gegen Oberlauchringen lag der Engpass beim heutigen Übergang des letzten Teilstücks der A 98 in die Bundesstraße B 314.
Dort war wegen des mäandrierenden Flusses und den andauernden Überschwemmungs- und Sumpfbereichen das Gebiet bis ins frühe Mittelalter allenfalls auf Pfaden an den beidseitigen Hängen zu umgehen.

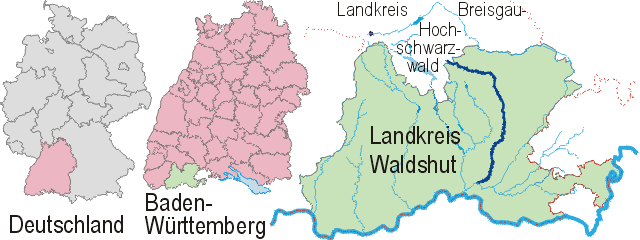
Verlauf der Steina zur Wutach. Südlich davon fließen bereits die beiden Bäche aus dem Klettgau in die Wutach

Nach Emil Müller-Ettikon hatte der Unterlauf der Wutach „nach der Aufnahme von Steina und Schlücht in Hochwasserzeiten das Land weithin überschwemmt.“ Dadurch waren auch die Bereiche der heutigen Bebauung von Ober- und Unterlauchringen, etwa das „Ried“ als Sumpfgebiet, bis auf die Ortskerne, die auf Anhöhen lagen, nicht nutzbar. Die Straßenverbindung vom Klettgau kommend, schloss die alte Station des Gasthaus „Adler“ (wahrscheinlich schon zu Römerzeiten) in Oberlauchringen bis zur Kirche ein und führte von dort am Berghang entlang bis zu einer Furt vor dem relativ ‚stabilen‘ Wutachbogen zur Anhöhe von Unterlauchringen.
Verkehrsverhältnisse
Die alte Wutachtalstraße von Blumberg über Epfenhofen nach Stühlingen folgte ungefähr der heute noch teilweise erkennbaren alten Landstraße bis Ofteringen; „sie verließ aber zwischen Ofteringen und Degernau in einer Furt das rechte Flußufer, um der Fluhhalde auszuweichen und kehrte bei Wutöschingen in einer zweiten Furt auf das rechte Flußufer zurück. […] Solange bei Oberlauchringen keine Brücke existierte, lenkte sie über den Berg nach Erzingen, später von Horheim über Schwerzen und Willmendingen [über die ehemalige Römerstraße] nach Bechtersbohl und Dangstetten. Alle diese Straßen waren bis 1749 nur für Gabelfuhrwerke passierbar.“

„Erst 1750 nahm Fürstenberg die Verbesserung der Wutachtalstraße energisch in die Hand. 1781 verbesserte es auch trotz des Schwarzenbergischen Einspruchs die unliebsame Fluhhaldensteige. [… 1816 nahm] das Großherzogtum Baden die Wutach in den badischen Flußbauverband auf. […] 1821 wurde das Stück in der Gemarkung Ofteringen reguliert. 1848 folgte [zuletzt] die Flußstrecke auf der Gemarkung Untereggingen. Mit diesen Flußkorrektionen gingen weitreichende Straßenverbesserungen Hand in Hand.“

Die nun mögliche Nutzung der Verbindung nahm zu – „zwischen 1856 und 1870 steigerte sich der Tagesverkehr auf […] dem Stück Stühlingen – Oberlauchringen von achtunddreißig auf einundachtzig Zugtiere.“
Die Verbindung von Schwerzen auf dem uralten Handelsweg – später auch der Römerstraße – zum westlichen Ende der Klettgauebene führte über eine Furt (die nach der Flussregulierung verschwand) vor Horheim gleichsam als Hauptverbindung nach Norden weiter zum Siedlungsraum Ühlingen-Birkendorf, nach Grafenhausen und dem Kloster St. Blasien sowie nach Bonndorf, dem späteren Verwaltungsort der Herrschaft Wutental.
Die nach Westen hin ursprünglich abgeschlossene Lage wird schon in der Vorgeschichte den Siedlungsraum geprägt haben. Sie ließ den drei Siedlungen gute Verteidigungsmöglichkeiten gegen Eindringlinge – historisch bis gegen den Anfang des 10. Jahrhunderts anzunehmen.

## Vorgeschichte
Die Abgeschlossenheit um den Wutachverlauf durch die noch weitläufig bewaldeten Hügelketten im Süden und dem steilen Anstieg nördlich zum Schwarzwald hin sowie durch das Sumpf- und Überschwemmungsgelände im Westen und der Engstelle um den Fluss im Osten wird schon in der Frühzeit in den so umfassten Siedlungsplätzen der heutigen Orte Schwerzen, Horheim und Wutöschingen ein Zusammengehörigkeitsgefühl bewirkt haben. Warenaustausch, örtlich verzweigte familiäre Verbindungen, festliche Aktivitäten und gemeinsame Abwehr von Feinden waren durch die Nähe verstärkt.

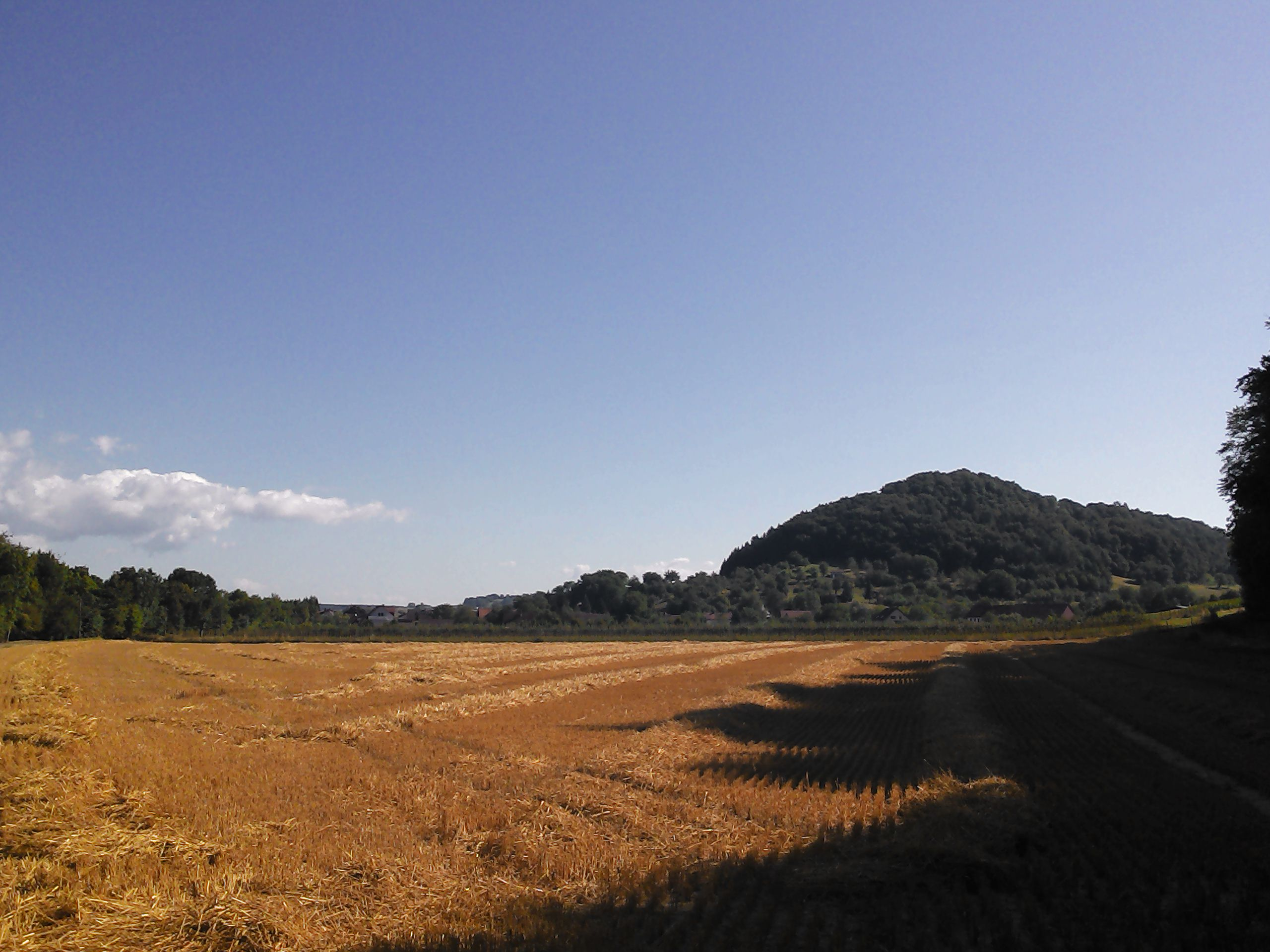
Hügel mit der Wallburg vom Schloßbückle aus

Allerdings querte von Süd nach Nord der uralte Handelsweg, der von der Passhöhe bei Bechtersbohl durch die Waldung nach Schwerzen und über eine Furt oder Fähre nach Horheim führte, den westlichen Bereich der kleinen Landschaft. Der Weg führte weiter in den Südschwarzwald zu Siedlungsbereichen an Schluchsee und Titisee. Am Eintritt des Weges nach Schwerzen lag die vorzeitliche Festung des Semberg und gegenüber auch die Befestigung des Schloßbückle.
Ein reger Handelsverkehr ist für die keltische Zeit anzunehmen – auch ein Ausbau des Semberg – und ab der Jahrtausendwende durch die Römer, die vom Römerlager Dangstetten aus die Region besetzten. Von der Handelsroute profitierte vor allem Schwerzen – das noch bis ins Spätmittelalter die dominierende Ortschaft war – wohl noch Horheim an der Flussüberquerung, weniger das dann hier abseits gelegene Wutöschingen. Der Ort hier hatte jedoch Zugang aus dem oberen Wutachtal und von dem schwierigen, aber existenten Weg zum Klettgau über dem Siedlungsplatz von Degernau einige Vorteile. Degernau war damals eher zum Klettgau hin orientiert und konnte sich in dieser Mittlerposition auch am längsten unter einheimischem Adel halten.
Fundstellen der Vorgeschichte sind im Siedlungsraum Wutental häufig – sie reichen von der Megalithzeit (der Menhir von Degernau) zur Stein- und Bronzezeit über die Kelten mit der Wallburg Semberg bis zu römischen Funden und alamannischen Gräbern.
Siehe ausführlich: Geschichte Wutöschingen

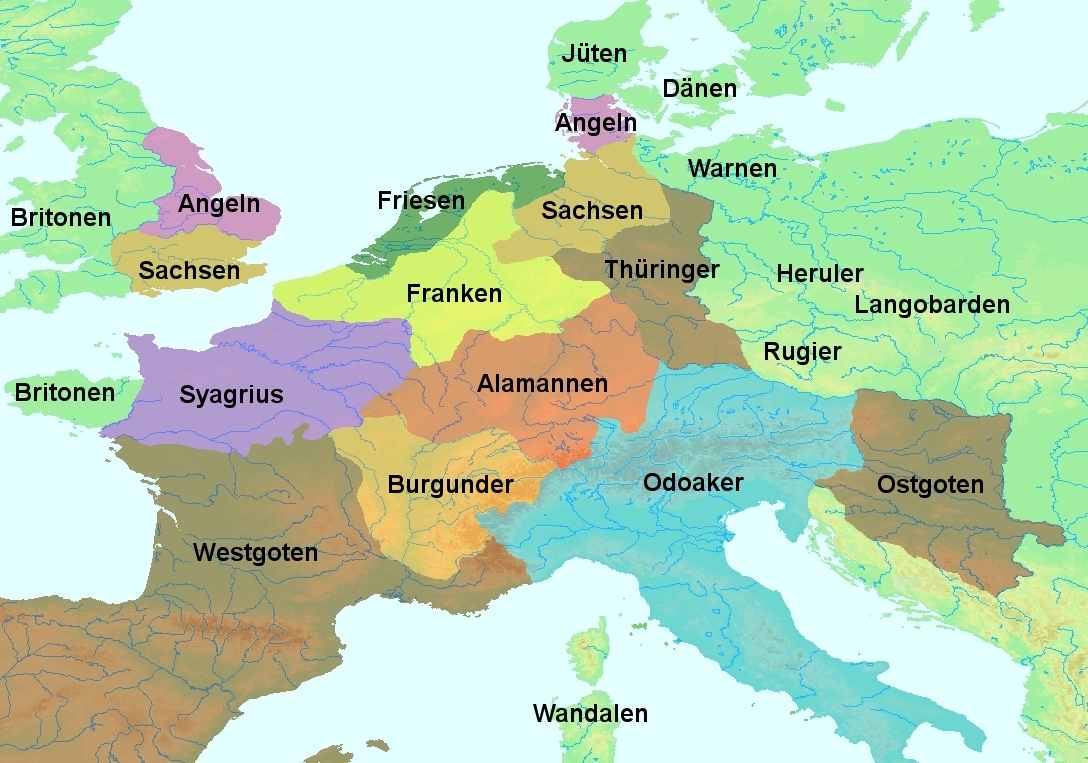
Siedlungsbereich der Alamannen um 490. Odoaker war der letzte Regent des Weströmischen Reiches

Nachdem sich die Römer Ende des 5. Jahrhunderts von der Hochrheinlinie und dem vorgeschobenen Brückenkopf an der Wutach bis in den Raum Stühlingen/Schleitheim – der Stadt Juliomagus – nach Süden und dann über die Alpen zurückgezogen hatten, besiedelten nach mehreren Angriffswellen die Alamannen (seit 233 nach Christus) endgültig die Raumschaft um den Hochrhein. Hier – im 6. Jahrhundert – liegt die eigentliche Begründung der heutigen Ortschaften, entstanden aus Gruppen von Höfen verschiedener Sippen, deren ‚Namenskerne‘ oft auf die Namen jeweiliger Anführer zurückgehen. Mit einiger Sicherheit kann die Namensendung -ingen frühen Gründungen der Alamannen zugeordnet werden.

## Erste allgemeine Überlieferungen
Aus dem frühen Mittelalter gibt es nur sporadische Kenntnisse aufgrund archäologischer Funde zu einzelnen der späteren Wutental-Orte. Doch sind die großräumigen Ereignisse jener Zeit (Entstehung der Frankenreichs) in Chroniken erhalten.
Hintergrund
Nach den Niederlagen um die Jahrhundertwende des 5. zum 6. Jahrhundert in einer Schlacht bei Zülpich 496 und einer zweiten bei Straßburg gegen die Franken unter den Merowingern, gerieten die Alamannen, die sich nur in Herrschaftsbereiche gleichrangiger Herzöge geteilt hatten und sich allenfalls spontan einer gemeinsamen Führung unterordneten, in zunehmende Abhängigkeit vom fränkischen Zentralstaat, der sich unter den Karolingern über Mitteleuropa ausdehnte. Auch andauernde Aufstände brachten im 7. Jahrhundert nur eine vorübergehende Autonomie zurück, die nach Mitte des 8. Jahrhunderts – vor allem nach dem Blutgericht von Cannstatt 764 – zu einer Neuorganisation der Herrschaftsstrukturen durch die Einsetzung fränkischer Gaugrafen zum Ausdruck kam. Auch die gesellschaftlichen Veränderungen mit zahlreichen Klostergründungen und der Entwicklung städtischer Siedlungen mit überregionalen Wirtschaftsaktivitäten brachten die lange dominierende Lebensweise in Stammesverbänden zum Erlöschen. Historiker sehen hier auch politische und kulturelle Anfänge zu ersten europäischen Gemeinsamkeiten.

## 7. bis 12. Jahrhundert
Nachdem die Franken nach den Siegen über die Alamannen „mit Hilfe der Gallier“ die christliche Religion übernommen hatten, begann im 7. Jahrhundert eine langsame Durchdringung des alamannischen Südens durch erste Missionare und auch einige heilkundige adlige Frauen. Um 600 entstand das Bistum Konstanz, doch wirkte es vorerst nicht als Zentrale, denn die von den Missionaren gegründeten Klöster – in der Region Reichenau, Rheinau und St. Gallen – pflegten die Unabhängigkeit von den Bischöfen.

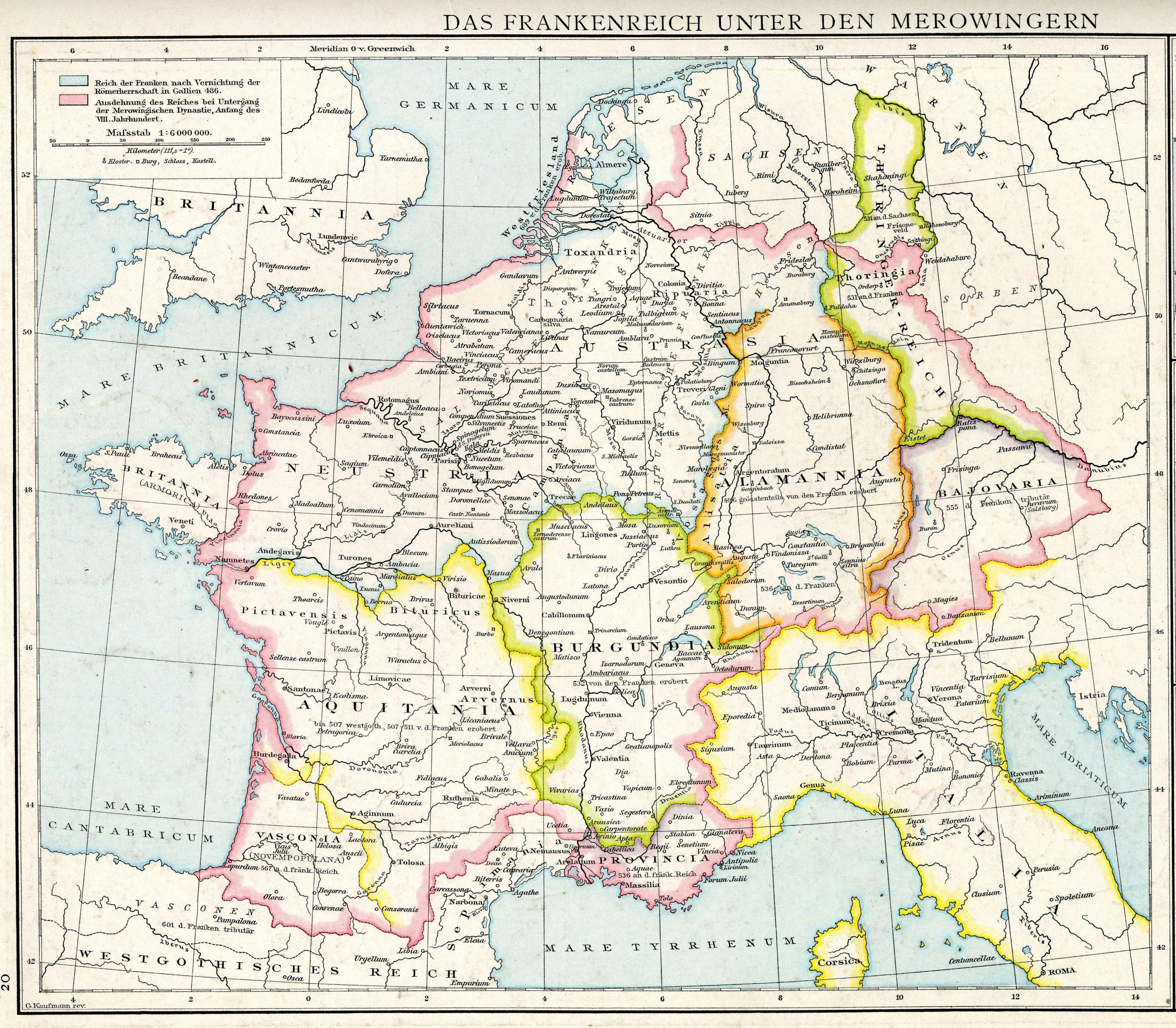
Ausdehnung des Fränkischen Reiches (äußere Umrandung) im 8. und 9. Jahrhundert (Alamannien orange umrandet)

Im 8. und 9. Jahrhundert war die fränkische Besetzung der Alammania – zumeist durch Gründung befestigter Höfe an den verkehrsgünstigen Plätzen ehemaliger Römerorte (die von den Alamannen gemieden wurden) soweit, dass die fränkischen Könige der karolingischen Zeit (um 800) das Land in Gaue unter von ihnen eingesetzten Grafen teilten. Die Wutach wurde zum Grenzfluss zwischen dem Alpgau und dem Klettgau.
Hintergrund
Das 8. und 9. Jahrhundert stand im Zeichen interner Konflikte, die von verschiedenen Interessen bestimmt waren – neben denen von Adelsfamilien und Klöstern, die um Territorien konkurrierten und dem langsam entstehenden Bürgertum, das auf Handel und „Freiheiten“ und auf Kapitalbildung in ersten umwehrten, städtischen Siedlungen setzte. Die Macht lag jedoch beim fränkisch bestimmten Grafentum als der noch entscheidenden militärischen Gewalt. Die Gaugrafen prägten die Verhältnisse in diesen beiden Jahrhunderten. Diese stetige Entwicklung wird im 10. Jahrhundert durch eine von außen herangetragene Katastrophe, die Ungarneinfälle unterbrochen, die eine jahrzehntelange Agonie zur Folge haben.

### Ungarneinfälle
Nachdem die magyarischen Reiterheere anfangs (881 bis 916) Bayern und Sachsen angriffen, dort jedoch auch bald auf organisierten Widerstand stießen, zogen sie in zwei Wellen 917 und 926 entlang der Bodensee-Hochrhein-Linie nach Westen. Sie plünderten und verbrannten die Dörfer und rotteten die Bevölkerung zum größten Teil aus. Nur wenige konnten sich in den Schwarzwald oder zu den Schweizer Bergen retten. Bereits 917 wurde das Damenstift Säckingen zerstört.
Südlich des Hochrheins plünderten sie am 1. Mai 926 die Stadt und Kloster St. Gallen „und verbrannten Basel. Unsägliches hatte das Volk von diesen Raubzügen und den inneren Kämpfen zu leiden. ‚Alle hadern‘, klagt ein Abt von St. Gallen aus dieser Zeit, ‚Mitbürger und Stammesgenossen kämpfen gegeneinander, das Gesetz wird mit Füßen getreten, und die, welche Verteidiger des Vaterlandes und des Volkes sein sollten, geben den anderen selber Anlass zum Streit.‘“ Erst 927 gelang es auf höchster Ebene – König und Adel – koordiniert zu reagieren: Burgen wurden gebaut, eine Heer von Panzerreitern aufgestellt. Nach einem ersten Sieg 933 durch König Heinrich I., gelang nach dem letzten, durch halb Europa führenden Heereszug 954, dem Sohn Heinrichs, Otto I. (HRR), das ungarische Heer in der Schlacht auf dem Lechfeld 955 nachhaltig zu vernichten.
Hintergrund
Nach der grausamen Zerstörung der Lebensräume durch die Heereszüge der Ungarn in Mitteleuropa dauerte es überall und auch am Hochrhein noch viele Jahrzehnte, bis sich die Verhältnisse wieder erholt hatten und eine neue Entwicklungsphase beginnen konnte. Diese war nach der noch weitgehenden Lokalität der vorigen Siedlungsstrukturen nun von weitaus größeren Herrschaftsbereichen geprägt. Alle Dimensionen – Infrastruktur (Verkehr), Technik, Bildung und Kultur – erweiterten sich. Zu den gleichbleibenden alten Mächten: Königtum und Adel, Kirche und Klöster, trat über die expansive Bedeutung von Wirtschaft und städtischer Organisation nun das Bürgertum.
Die Phase der Ungarneinfälle hatte zur Folge, dass regional vor allem in Klöstern und Stiften, die bereits zahlreich in allen Größenordnungen existiert hatten, auch Bibliotheken und Archive vernichtet wurden. Zudem fand lange kaum „Geschäftsverkehr“ statt, sodass auch vor dem 10. Jahrhundert bis ca. 1050 keine lokalen Dokumente mehr existierten. Den späteren Chronisten und Historikern war damit die Basis für Geschichtsdarstellung entzogen. Auch modernen Historikern, die auf Beurkundungen basierend schrieben, waren die Ungarneinfälle offensichtlich unbekannt – so führt Helmut Maurer ein „Versiegen der schriftlichen Quellen“ an und folgert daraus auf ein Versiegen des „Strom der Schenkungen“ und Arnold Peter fragt sich, ob die „zeitliche Lücke“ auf einen „Verfall des Urkundenwesen […] zurückzuführen ist.“

### Auflösung der Gaugrafschaften
Eine weitere Folge der Ungarn-Katastrophe war, dass den um 800 von den fränkischen Herrschern in der Alamannia eingerichteten und mit ihren Gefolgsleuten besetzten Gaugrafschaften durch die Hilflosigkeit des Adels bei der Abwehr der Invasoren in diesen Jahrzehnten ihre Funktion und damit auch Macht verloren ging. Die Nachfolger nutzten dies, um sich von der vom König installierten Einberufungspraxis unabhängig zu machen und richteten sich mit der familiären Erbfolge ein. Die Schwächung der Zentralgewalt hatte auch zur Folge, dass im Rahmen des ‚Wiederaufbaus‘ aktive lokale Familien bzw. schon handlungsfähige Adelige neue Führungsrollen übernehmen konnten und sich durch den nun verbreiteten Burgenbau unangreifbar machten. Die daraus resultierenden Konsequenzen sind nur zu vermuten: H. Maurer stellt fest, dass der Raum seiner Untersuchungen „seit dem Ende des 11. Jh. einer ordnenden Macht, wie sie bisher die Grafengewalt bedeutete, völlig entbehrte. […] Das Amt war verschwunden, ist [anderweitig] verherrschaftlicht worden.“ Die Adelshäuser waren „die allein herrschende Macht“ und so gab es „in der 1. Hälfte des 12. Jh. noch etwa 15 gleichzeitig im Klettgau lebende edelfreie Häuser“, von denen „freilich gegen Ende des 12. Jh. nur noch 3 oder 4 übrig geblieben (sind).“ Er nennt als die wichtigen die Grafen von Küssenberg und die Freiherren von Krenkingen in zwei Linien. Hinzu kamen Adelshäuser von „außerhalb des Gaues“ – die aus dem Aareraum nach Norden ausgreifenden Grafen von Lenzburg, die am Bodensee reich begüterten Grafen von Nellenburg und von Süden aus die Zähringer.

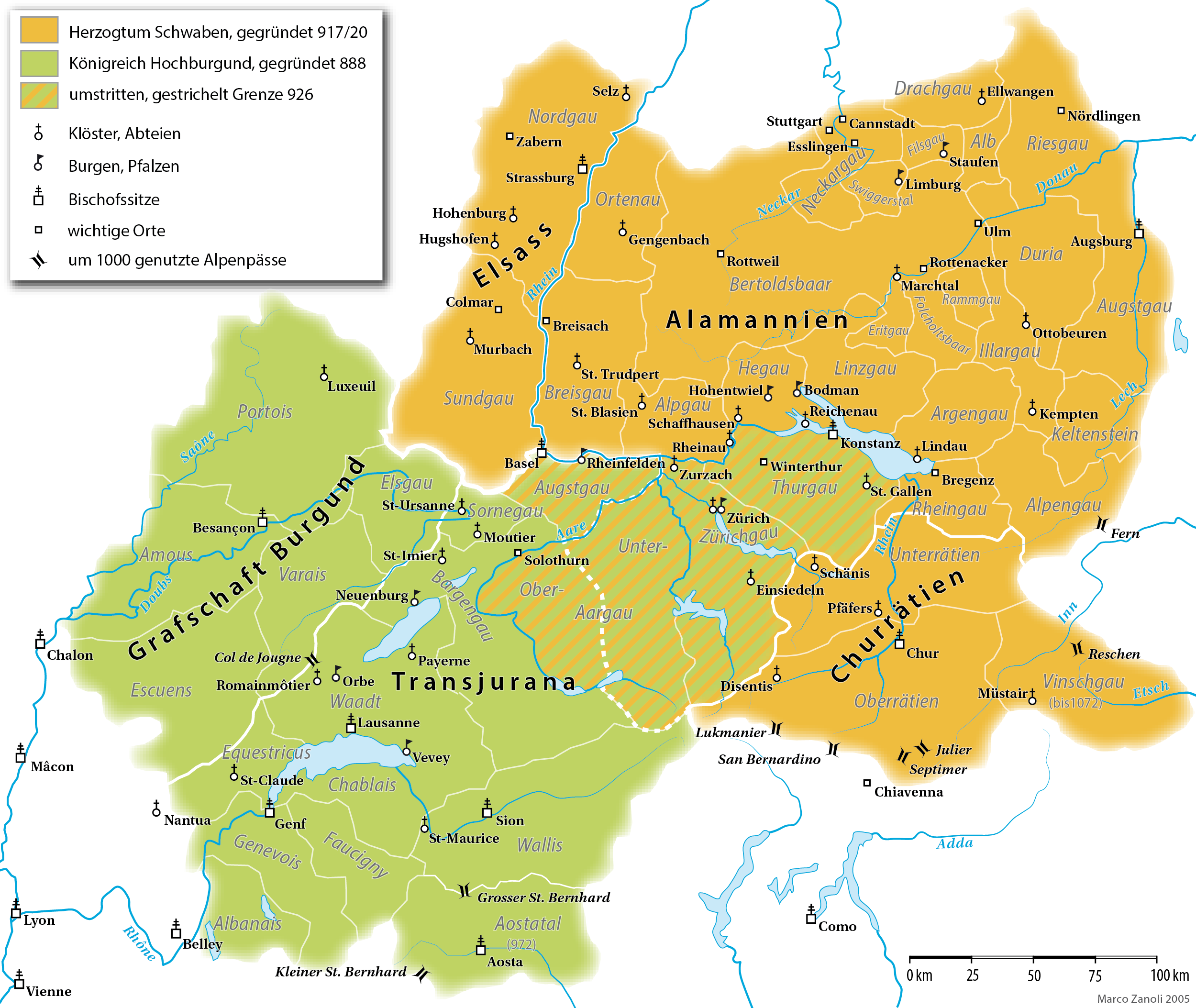
Der Alpgau (Eintrag bei den Klöstern Schaffhausen/St. Blasien/Rheinau im Verbund des 917/20 gegründeten Herzogtums Schwaben)

## Überlieferungen der Kirchengeschichte
Dass Horheim zum Albgau (Alpgau) und Schwerzen und Wutöschingen zum Klettgau zählten, hatte im 9. Jahrhundert wenig praktische Konsequenzen. Die Hohe Gerichtsbarkeit gehörte den Gaugrafen, die weitaus wichtigere Niedere Gerichtsbarkeit befand sich unter zahlreichen kleinen ‚Herren‘ (dazu zählten auch Klöster); sie waren oft von Dorf zu Dorf verschieden und wechselten häufig. Die fränkischen und allmählich auch die alamannischen Adligen hielten sich im Zuge der Christianisierung zumeist Eigenkirchen. Hans Ruppaner teilt mit: „Nach Forschungen von Dr. Helmut Maurer muss es damals in Schwerzen schon eine Kirche gegeben haben.“
Neben dieser eher privaten Form adliger Eigenkirchen „entstanden auch früh bischöfliche und klösterliche Eigenkirchen, die auf dem Besitztum des Bistums oder eines Klosters errichtet wurden […] In Ewattingen, wo St. Gallen schon im 8. Jahrhundert begütert war, wird schon gegen Ende dieses Jahrhunderts eine Kirche erwähnt.“ Überliefert sind frühe Kirchen auch in der Nachbarschaft der Baar, in Aselfingen, in Löffingen (819), „in Achdorf und Dillendorf ist das frühe Vorhandensein von Kirchen wenigstens zu vermuten.“ Somit wäre in Schwerzen – nicht weit entfernt – ein früher Kirchenbau nicht ausgeschlossen.
Der heutige Namenspatron der Schwerzemer Kirche, Johannes der Täufer, findet sich bereits „in der Urzeit des Christentums in Alamannien“ und so liegt eine Kontinuität seit den Anfängen im Bereich des Möglichen.
Bezeichnenderweise gibt es in Horheim keinen großen Kirchenbau (lediglich zwei Kapellen), sodass die später dokumentierte Kirchgenössigkeit zu Schwerzen schon früh bestanden haben dürfte. Eine gleiche Annahme für das frühe Wutöschingen ist nicht belegbar, doch war Schwerzen als Kirchen-Hauptort noch in der künftigen Herrschaft Wutental dominant. Urkundlich ist die Kirche erst 1157 festzustellen – bereits als alte Institution mit eigenem Fronhof im Besitz des Klosters St. Blasien, dessen Vogt der Herzog von Zähringen, Bertold IV. war.
Die Hierarchisierung durch die Kirchen-Organisation wurde im Laufe der Zeit durch parallel sich entwickelnde Eigentumsverhältnisse, die in ökonomischen bzw. verkehrslogistischen Umständen begründet waren, relativiert. Ein Teil der Macht wurde von Familien mit großen Besitztümern zuerst im Ort und später im weiteren Umfeld übernommen. Diese Familien konstituierten sich während und nach den Ungarneinfällen im nun überall verbreiteten Burgenbau.

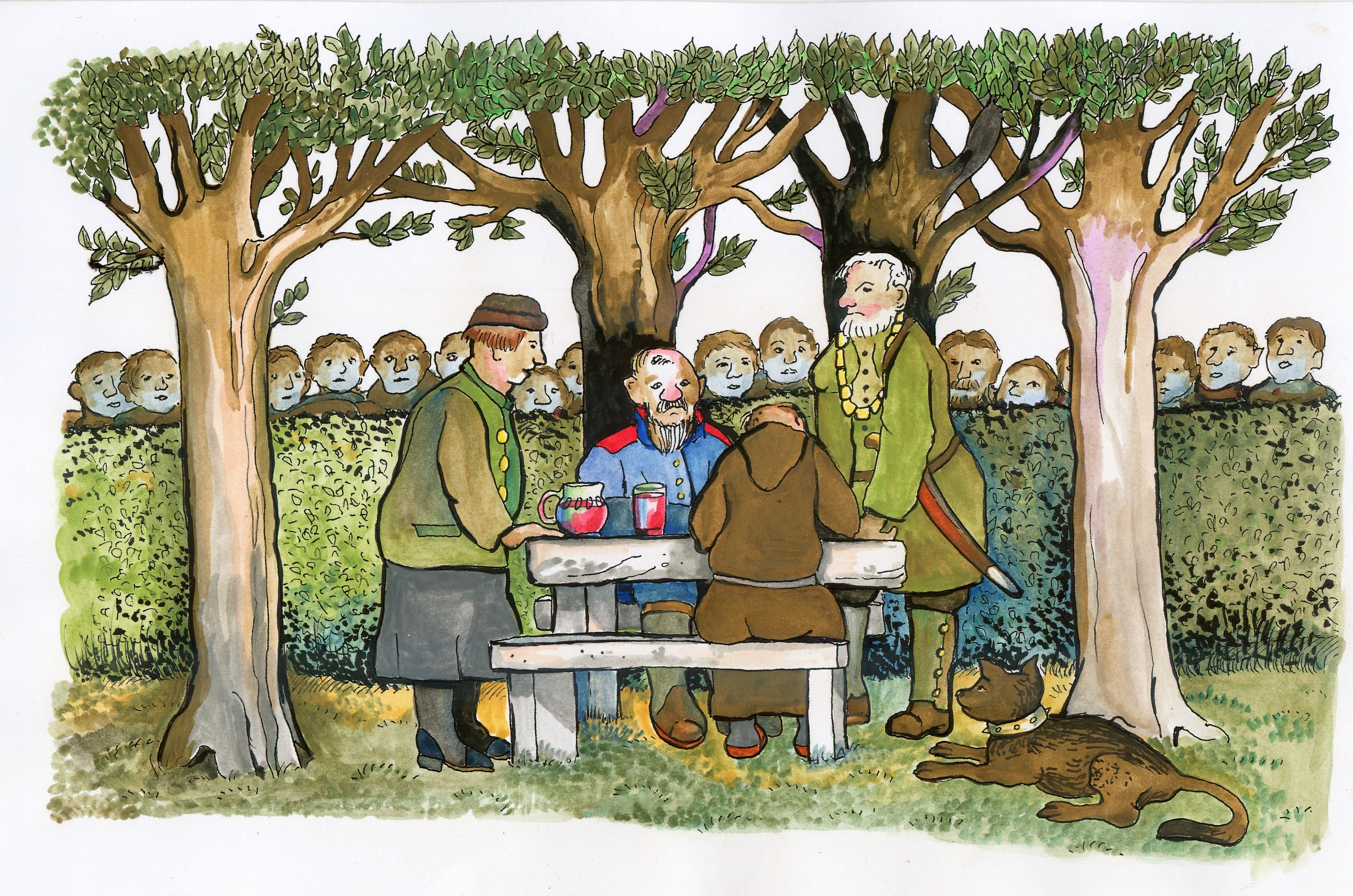
Urkundenerstellung im Mittelalter. Zeichnung: Wolf Pabst

## Erste örtliche Überlieferungen
Die erste erhaltene Urkunde aus dem 11. Jahrhundert, im Jahre 1050, berichtet von einem Gütertausch „der Brüder Adalbertus und Arnoldus von Swercin, [… die] offenbar als Herren von Schwerzen Besitzer von Grund und Boden auf beiden Seiten der Wutach [… waren und] einen großen Teil der Bewohner von Öschingen, Schwerzen, Willmendingen und Horheim zu ihren Lehens- und Dienstleuten zählten.“ Der Tauschpartner – es ist nicht angegeben, was er einbrachte – war Graf Eberhard VI. von Nellenburg.
Ein ähnlicher Vorgang wird detaillierter in der Literatur zum Kloster Allerheiligen in Schaffhausen geschildert: Graf Eberhard von Nellenburg, der Gründer des Klosters Allerheiligen in Schaffhausen, tauscht mit dem Zähringer Herzog Bertold I., Vogt der Kirche in Bamberg, zum Bau des Klosters ein Gut in Rodilinstein. Die Urkunde ist ausgestellt Anfang März 1050 in Hilzingen, mit einem Adelbertus de Swercin in der Namensnennung als Zeuge. Es kann somit vermutet werden, dass die Ausstellung beider Urkunden am selben Ort zur selben Zeit stattfand.
Grundlage für die Errichtung eines Benediktinerinnenklosters in Berau war eine um das Jahr 1100 erfolgte Schenkung von Gottfried von Berau an das Kloster St. Blasien, dem das Frauenkloster auch nach der 1307 erfolgten verwaltungsmäßigen Trennung bis zu dessen Aufhebung im Jahre 1806 unterstellt blieb. […] Das Kloster Berau bezog Einkünfte [Aufzählung …] in Schwerzen. Klage der Meisterin des Klosters 1693 unter anderen Orten auch gegen Schwerzen, wegen Zinsschulden.
Weiterhin wird im Verwaltungsverzeichnis des Zähringer-Klosters St. Peter, dem Rotulus Sanpetrinus, ein Adelbertus de Swerce um 1122 genannt. Danach sind die Herren von Schwerzen nicht mehr dokumentiert.
Hintergrund
Vor allem der Handel erschien Mitte des 11. Jahrhunderts als Markierung einer Zeitenwende – dahinter stand eine erweiterte vielfältige Produktion, die auch den Fernverkehr einschloss.

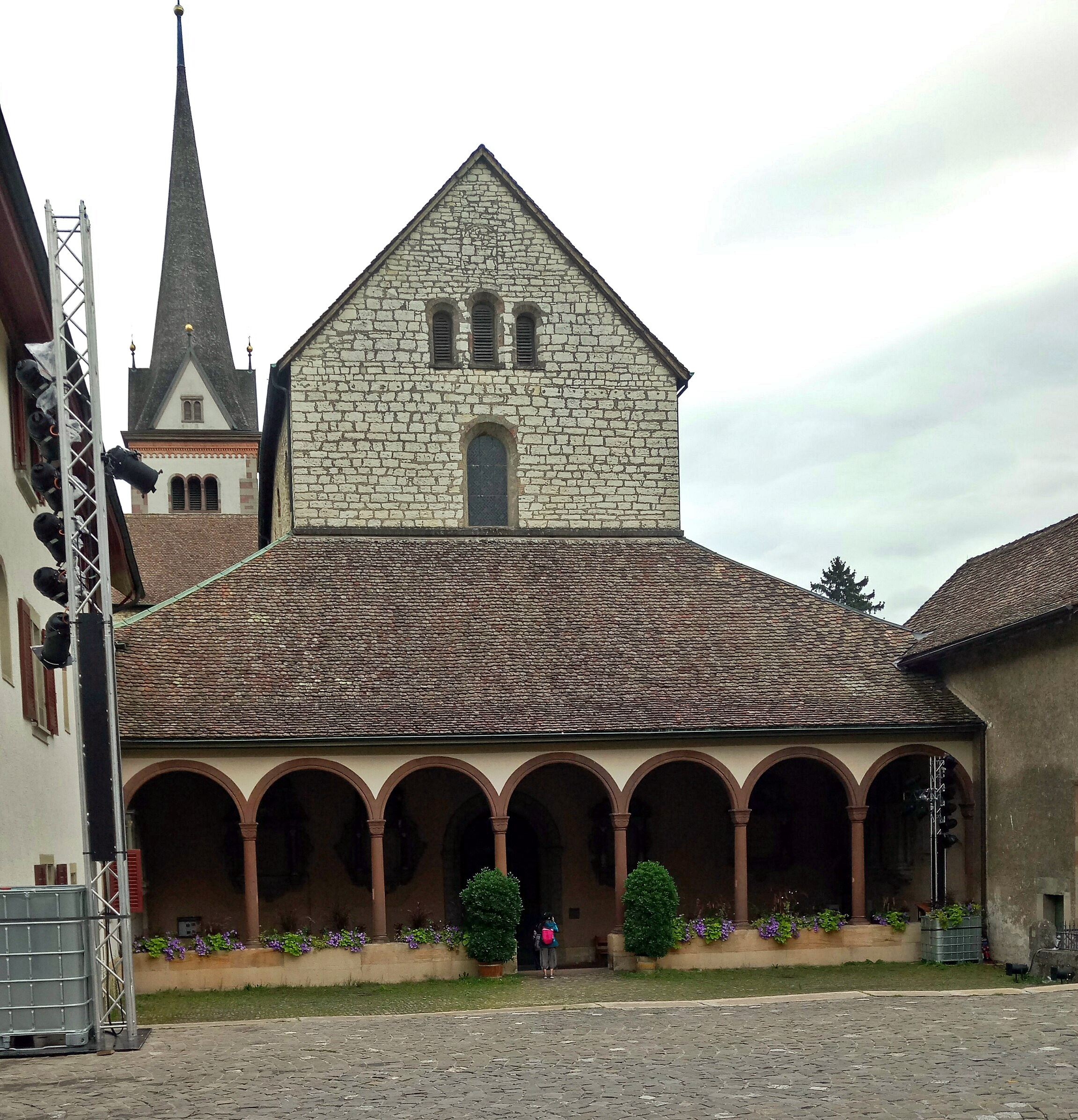
Münster des Nellenburger-Klosters Allerheiligen

Der Nellenburger Graf, der in der Urkunde mit den Herren von Schwerzen auftritt, wurde in der modernen Forschung ursprünglich und etwas unhistorisch als „Eberhardinger“ bezeichnet, einem Adelsgeschlecht, dessen Herkunftsbereich Schwaben gewesen sein soll. Urkundlich fassbar werden sie erstmalig 889 mit Eppo als Graf des Zürichgau, wobei die Stadt als „Comitat“ auf eine fränkische Gründung weist. Als Eppos Sohn Eberhard VI. eine Burganlage (bei Stockach) „vor 1050“ bauen lässt – die Nellenburg – benennt er sich und somit auch seine Nachfolger traditionell nach dem Familiensitz als Graf von Nellenburg. Dieser zählte zu den Adelsgeschlechtern, die den neuen Aufbruch, der sich auf beginnende Stadtgemeinden und Klöster stützen konnte, vorantrieben. Da die Warenströme des nun aufblühenden Handels – besonders auf den Flüssen – am Rheinfall umgeladen werden mussten, entwickelte sich Schaffhausen als Stapelplatz und Marktort unter der Herrschaft der Nellenburger, die zudem das Kloster Allerheiligen stifteten. Fördernd war, dass Kaiser Heinrich III. dem Grafen, der sich nun vom Eberhardinger, dem VI., auf „Eberhard I. von Nellenburg“ umbenannte – bzw. einfach der „Graf Eberhard“ war –, als Dank für die beschlossene Teilnahme an einen Italienzug (1046/47) zur Machtausweitung schon 1045 das Münzrecht für Schaffhausen erteilte. Somit konnte Eberhard eigenes Geld prägen lassen und da noch dazu das Münzrecht in Kirchheim/Teck kam, baute er den Handelsweg Nord-Süd mit Schnittpunkt Schaffhausen aus. Als nächster Stützpunkt wurde dann Grafenhausen ausgebaut (als befestigter Ort 1078 gegründet) und dieser Weg führte durch Wutental. Deshalb kaufte er dort Güter und Rechte, wo er sie bekommen konnte: beim heimischen Adel wie den „Herren von Schwerzen.“

### Aufstieg und Ende der Nellenburger
Die ortsfremden, hochadeligen Nellenburger Grafen trafen im Wutental bereits auf den Einfluss eines Adelsgeschlechts, das die nächste, überregionale Dimension einer Territorialmacht bildete – die Zähringer. Ursprünglich gar mit den Nellenburgern verwandt, wurde Bertold II. durch kaiserliche Gunst von 1092 bis 1098 Herzog von Schwaben. Das Herzogtum Schwaben umfasste formal auch das ganze Gebiet nördlich des Hochrheins und so war der Konflikt mit den hier nun herrschenden Nellenburgern vorgezeichnet.

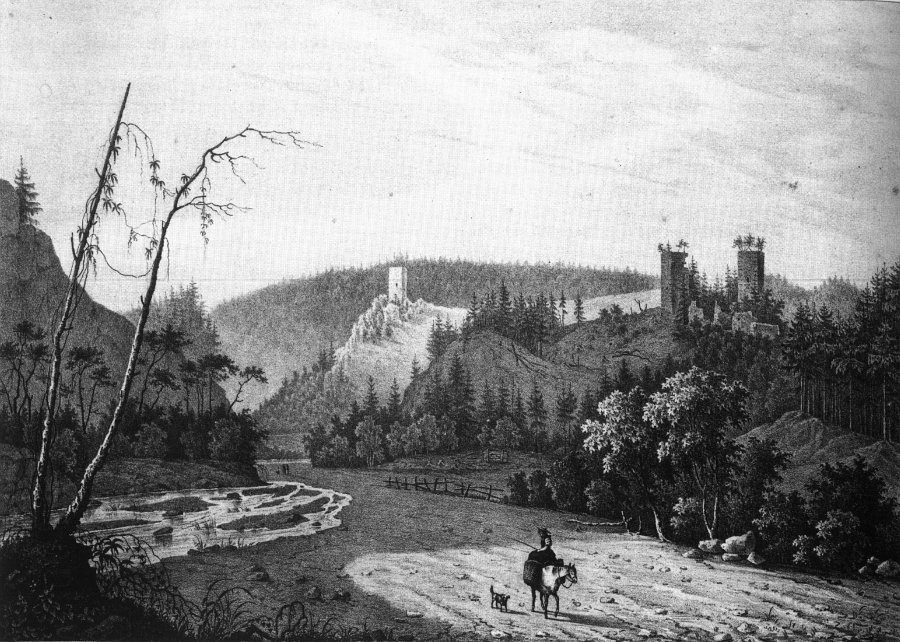
Godefroy Engelmann: 1829 Lithografie nach einer Zeichnung von Maximilian von Ring. Burg Roggenbach (rechts) und Burg Steinegg

Diese mussten ihre Handelsroute in den Norden gegen den Zähringer im Breisgau, der dort die Stadt Freiburg gründeten, verteidigen und der sich auch Einfluss über das Kloster St. Blasien verschaffte. Insbesondere diese Position war bedrohlich und deshalb verstärkten die Nellenburger laufend Grafenhausen und bauten in der Nähe auch die Burg Roggenbach, gegen die allerdings die Zähringer in Sichtweite die Burg Steinegg setzten. Burkhard von Nellenburg konnte sich diese aber bald darauf ebenfalls aneignen.
Dies fand in der zweiten Hälfte des 11. Jahrhunderts statt, doch inzwischen begann der Machtkampf zwischen den deutschen Kaisern und dem römischen Papst Gregor VII. – der Investiturstreit – und er hatte besonders starke Auswirkungen auf den Raum Bodensee–Schwarzwald, weil die Hirsauer Reformklöster deutlich auf gregorianischer (päpstlicher) Seite standen und das Kloster Hirsau der „Hauptstützpunkt der gregorianischen Partei in Deutschland“ war. Auf kaiserlicher Seite stand im oberdeutschen Raum das Kloster St. Gallen mit Abt Ulrich an der Spitze. Der Nellenburger Eberhard, der mit dem Schaffhauser Kloster Allerheiligen für die päpstliche Partei stand, wurde von den ihn zuvor begünstigenden Kaisern Heinrich III. und Heinrich IV. durch seine Parteinahme sanktioniert: Ihm wurden vom Kaiser Güter im Elsass und die Grafschaft im Zürichgau entzogen. Eberhard zog sich ins Kloster zurück, er starb 1078.

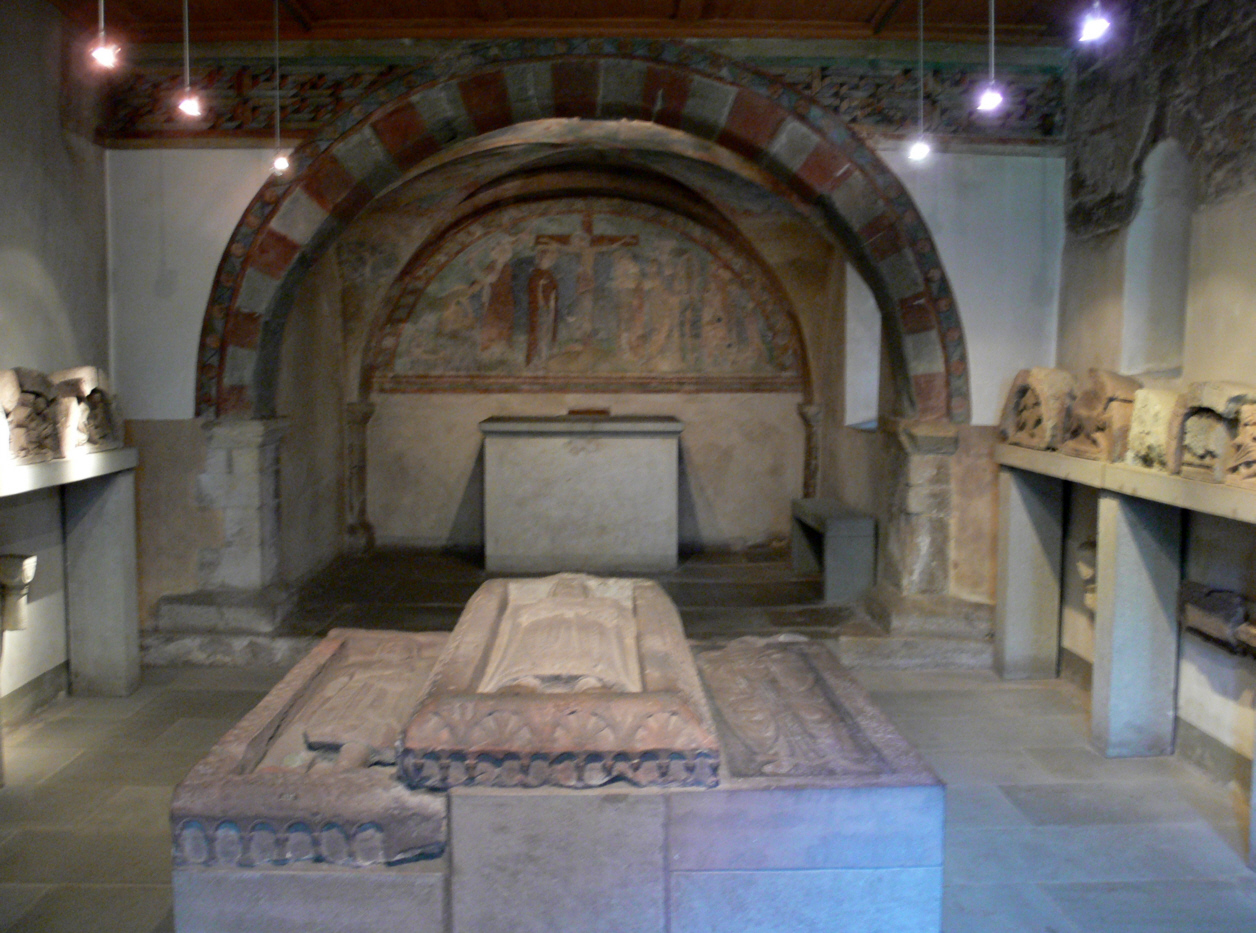
Originalreliefs der Nellenburger Grablege in der Eberhardskapelle im Kloster Allerheiligen

Sein Sohn Burkhard von Nellenburg hatte auf die Nachricht hin, dass der neue König 1084 einen Zähringer zum Bischof von Konstanz machte, die Stadt und das Kloster St. Gallen überfallen und in Reaktion auf die auch weiterhin ähnliche Handlungsweise entzog ihm der König selbst seine Grafschaft Nellenburg. Da er 1101 kinderlos starb, verschwanden die Nellenburger wieder aus der Geschichte. Da Graf Burkhard sich schon einige Jahre zuvor – vermutlich nach dem Verlust seiner Grafschaft – ebenfalls ins Kloster zurückgezogen hatte, konnte er vor seinem Tod noch rechtzeitig viele Besitztümer an das Kloster Allerheiligen überschreiben. Dennoch gewannen die Zähringer nun zunehmend an Einfluss.
Zur Vogtei über die reiche Schwarzwaldabtei St. Blasien (seit 1098) versuchte der Zähringer Konrad – Bruder des Herzogs Bertold III. – im Februar 1120 „einen militärischen Angriff auf Schaffhausen und das dortige Kloster Allerheiligen […] Dieser Versuch, den zähringischen Machtbereich am Hochrhein zu erweitern, scheiterte.“

## Diversifizierung der Besitzverhältnisse
Zu den neuen Anforderungen der Zeit zählten organisatorische Leistungen. Die Kapitalisierung – Vervielfachung des Geldverkehrs im Hochadel und Handelsbürgertum – ermöglichte erforderliche Verkehrsverbindungen und damit auch eine Aneignung von weit verstreuten Gütern und ganzen Dörfern, um sich dortige Produktionsleistungen zu sichern und diese zu optimieren. Vor Ort und zum Warenverkehr wurden eine Vielzahl von Verwaltungsakten und Koordinationsleistungen notwendig. Mehr noch als durch den Adel wurde dieses neue Spezialistentum in den Klöstern gefördert – Mönche und Nonnen waren oft gebildete Menschen und verfügten neben den religiösen Handlungen, die sich reduzieren ließen, über viel freie Zeit. Geld war hier zuerst weniger erforderlich, denn die Aktivität der Klöster im Marktgeschehen und die Konzentration vielfacher Fachkenntnisse, hatte ihnen schon länger Einfluss verschafft und waren zunehmend als zentrale Wirtschafts- und Kultureinrichtungen beim Adel begehrt, sodass dieser viele Besitztümer als Schenkungen an Klöster vermachte, um sich deren Machtpositionen zu eigenen Zwecken zu versichern. Hierzu waren Beurkundungen zu leisten (die von Zeugen verbürgt wurden) und diese ‚Amtsleute‘ wurden ebenfalls von den Klöstern gestellt. Lediglich die Städte bildeten auch hier eine eigene Spezialistenschicht aus. In diesem neuen Wechselspiel der Kräfte blieb die militärische Macht beim Adel und dieser war auch noch vielfach ortsgebunden.

### Dominanz des lokalen Adels

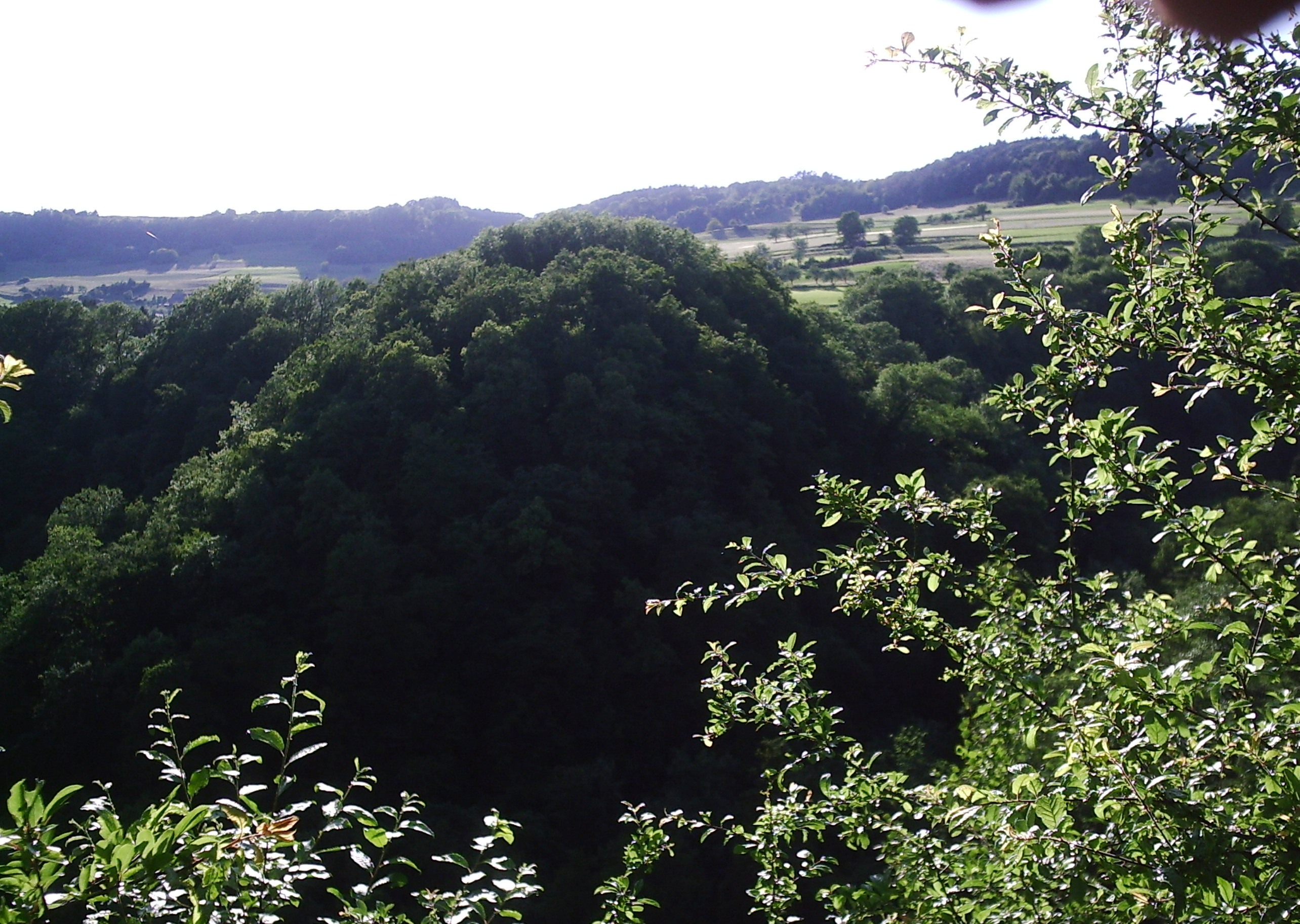
Burghügel an der Steina mit Rest der Burg Altkrenkingen und oben der Burg Krenkingen

Durch den Tod des letzten Nellenburgers 1101 blieb der Einfluss dieses Adelsgeschlechtes nur eine Episode. Durch die anfolgende Auflösung der Macht der Nellenburger erhielten die alten lokalen Adelsgeschlechter in der Hochrheinregion wieder neuen Spielraum:

„Von diesen, in der ersten Hälfte des 12. Jh. noch etwa 15 gleichzeitig im Klettgau lebenden edelfreien Häusern sind freilich gegen Ende desselben Jahrhunderts nur noch 3 oder 4 übrig geblieben. […] Entscheidende politische Wirksamkeit blieb vielmehr nach der Wende vom 12. zum 13. Jh. nur den beiden alteingesessenen Adelshäusern vorbehalten: den Grafen von Küssenberg, die […] um die Mitte des 13. Jh. selbst ausstarben und – in viel nachhaltigerer Weise – (die) Herren von Krenkingen.“

## Begründung der Herrschaft Wutental
Da die im 12. und 13. Jahrhundert noch vorwiegend regional herrschenden Adelsfamilien ihre Territorien möglichst einheitlich zusammenfassten, wurden auch vom Adelsgeschlecht der Krenkinger die (heutigen) Orte Schwerzen, Willmendingen, Horheim, Lüttisloh (heutige „Höfe“ bei Horheim), Wutöschingen und Ofteringen in Verwaltungseinheit verbunden. In diesem neuen Verwaltungsrahmen wurde urkundlich Wutöschingen „erstmals 1110 genannt, als der edelfreie Marquart der von ihm gestifteten Klosterzelle Detzeln auch Güter in Wutöschingen vermachte.“

### Freiherren von Krenkingen
Die Freiherren von Krenkingen, die sich an die Herzöge von Zähringen angelehnt hatten, nennt Ruppaner als „Kirchherren“ von Schwerzen und setzt die Bildung der Verwaltungseinheit in Wutental um die Mitte des 13. Jahrhunderts an. Zu diesem Zeitpunkt um 1250 konnten die im benachbarten Alpgau beheimateten Freiherren ihr „am Unterlauf der Schlücht, Steina und Wutach entstehendes Herrschaftsgebilde […] auch in den Klettgau hinein erweitern.“ Sie hielten Wutental etwa 100 Jahre bis 1361 in ihrem Besitz.
Hintergrund
Das entscheidende Ereignis für das Jahrhundert der kleinen, „einheimischen Adelshäuser“ war knapp 120 Jahre nach dem Aussterben der Nellenburger der Tod des kinderlosen Herzog Bertold V. von Zähringen am 18. Februar 1218. Denn zuvor schien die Landschaft um Wutach und Hochrhein „verurteilt zu sein, [ein] ‚Anhängsel‘ des weitreichenden zähringischen Herrschaftsgebildes bilden zu müssen […] Die nun klaffende Lücke im politischen Gefüge des Landes“ konnten nun die Krenkinger „zu einer gewissen politischen Einheit zusammenschließen.“ Das Kloster Riedern am Wald wurde zum krenkingenschen Hauskloster und zu einer der Begräbnisstätten von Familienangehörigen. Auch Diethelm von Krenkingen, der als Abt der Reichenau den Konstanzer Bischofsstuhl übertragen erhielt, förderte den Höhepunkt des Einflusses der Krenkinger vom südöstlichen Schwarzwald über die Wutach bis zum Randen bis hin in den Zürichgau.
Im Heiligen Römischen Reich Deutscher Nation hatten die Staufer das ottonische Herrschergeschlecht abgelöst – Friedrich II. hatte das Gros des Zähringischen Besitztums an sich gezogen bzw. nach seinen Plänen vergeben. Um die nördlichen Hochrhein-Lande konkurrierten auch die Herzöge von Kyburg und von Urach, die Zähringer-Töchter geheiratet hatten, doch wurden sie von Friedrich in Schach gehalten. 1250 starb Friedrich und das Reich geriet in Agonie und Anarchie (Raubrittertum) – die sogenannte ‚kaiserlose, die schreckliche Zeit‘, in der Historie das Interregnum – erfasste auch die Lande am Hochrhein. Unter dem Adel raffte jeder an sich, was er bekommen konnte, geradezu legendär wurde die „jüngere Linie der Krenkinger“, die bevorzugt die Güter des Klosters Rheinau plünderte.
Rudolf I. von Habsburg

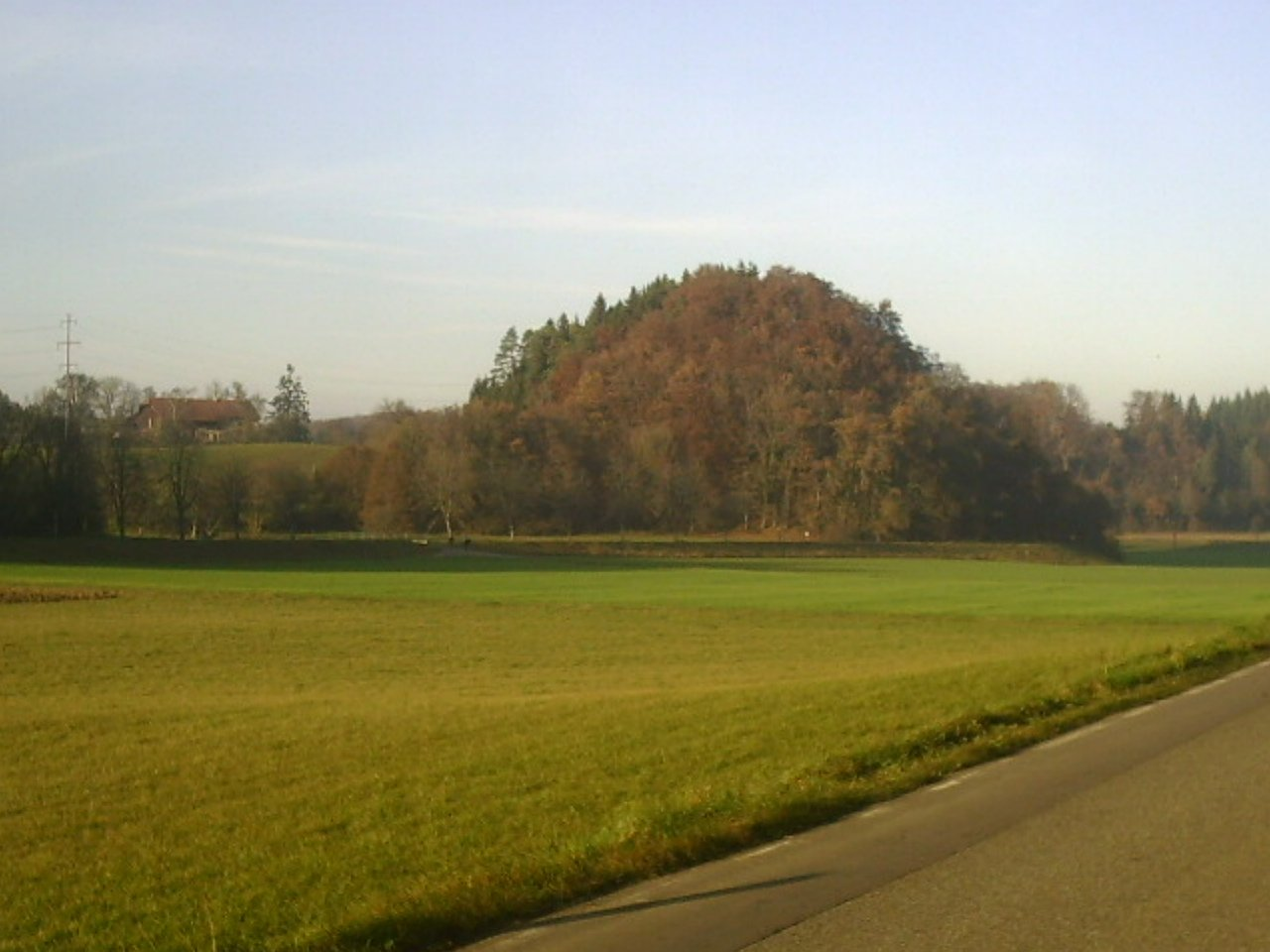
Hügel der Weißenburg im Klettgau bei Weisweil

Erst mit dem Habsburger Rudolf I. wurde 1273 ein durchsetzungsfähiger König gewählt, der reihenweise Burgen zerstörte, auch im Klettgau die Weißenburg. Er ließ das Habsburger Urbar anlegen, in dem nun die Besitzverhältnisse rekonstruiert und „dingfest“ gemacht wurden.
In der lokalen Forschung um Wutental erscheint das 12. und 13. Jahrhundert wie ausgeblendet; erst im Zuge der Verpfändung der Verwaltungseinheit durch die Krenkinger setzt die Überlieferung wieder ein.
Niedergang der Krenkinger
Das Adelsgeschlecht befand sich im 14. Jahrhundert auch durch eine Teilung in zwei Linien im Niedergang. Die jüngere Linie der Krenkinger nannte sich von Weißenburg (bei Weisweil). Nach der Zerstörung ihrer Burg durch König Rudolf von Habsburg im Jahre 1288, nannten sie sich von Weißenburg zu Roggenbach, Der letzte Krenkinger aus der Weißenburger Linie starb 1508 als Abt von Rheinau.
Die ältere Linie der Krenkinger erhielt vom Bischof von Konstanz 1252 die Ortschaft Tiengen und gründeten diese mit einem neuen Schloss 1224 als Stadt. Sie verschuldeten sich dabei hoch und mussten viele ihrer Güter verkaufen. 100 Jahre später war es dann soweit, Johannes Freiherr von Krenkingen (Johann I. 1330–1372) verpfändete den engsten Familienbesitz an die auf der Burg Hohenfels ansässigen Herren von Hohenfels, „die sie dann 30 Jahre lang besaßen.“:
Der Text der Urkunde ist in der Chronik des Schwerzener Pfarrers Johannes Gregor Wehrle (1675 bis 1738) erhalten:

„Laut Urkunde von 1361 verpfändete Johann von Krenkingen an die Gebrüder Walter und Burkard von Hohenfels um 1500 M Silber die alte Herrschaft Krenkinken d.i. den Fronhof, die Mühle und das Reblehen nebst dem Burgstall daselbst, auch die Güter zu Öschingen, den Hof zu Schwerzen, das Kunzeweisgut in Willmendingen, die Fischenz an der Wutach, Gericht, Zwing und Bann über die Dörfer Wutöschingen, Schwerzen und Horheim, auch über die Dörfer Breitenfeld, Detzeln und Ober- und Niederkrenkingen und andere mehr, ausgestellt zu Constanz am Vorabend vom St. Veitstag.“

„Die Herren von Hohenfels sind als Ministeriale des Bischofs von Konstanz (Heinrich III. von Brandis) zu Reichtum und Bedeutung gekommen. Schon 1191 wurde ihr Vorfahre Burkhard von Hohenfels erwähnt, der wie sein Zeitgenosse Walter von der Vogelweide (+ 1230) ein bedeutender Minnesänger war.“

## Erste urkundlich Nennungen
Nach den Urkunden im Berain – einer Besitz-Auflistung – des Klosters St. Blasien 1318 und 1352 (vor und nach dem Brand 1322) folgte eine Erwähnung in einer Reihe von Verpfändungs- bzw. Verkaufshandlungen: 1393 verpfändeten die Söhne der genannten Hohenfelser, „die auch Burkhard und Walter hießen“, Wutental an den aargauischen Ritter Heinrich von Geßler aus Meienberg und über ihn kam die Herrschaft 1410 an den aus dem Zürichgau stammenden Heinrich von Rümlang. Die letzte Transaktion ist in einer Urkunde bereits mit der Bezeichnung Wutental erhalten. Heinrich hatte sich durch seine Parteinahme für „Österreich mit den Eidgenossen verfeindet und versuchte darum seinen Herrschaftsbereich nördlich des Hochrheins zu festigen.“ 1424 verkaufte er seine Stammburg Rümlang an die Stadt Zürich.

## 15. Jahrhundert
Durch sein raubritterartiges Verhalten machte sich Heinrich die Gräfin der Landgrafschaft Klettgau, Ursula von Sulz (um 1390–1460), Witwe des 1431 verstorbenen Klettgau-Grafen Rudolf III. von Sulz, zur Gegnerin. Heinrich starb 1447. Sein Sohn Ulrich von Rümlang schloss sich 1451 dem Landgrafen von Stühlingen, Sigmund I. von Lupfen, an. Er verkaufte Zinsen von Horheimer Höfen an Sigmund und schließlich 1488 die Herrschaft Wutental insgesamt an Heinrich V. von Lupfen, den Bruder von Graf Sigmund II. Der Verkauf umfasste die Herrschaft „samt den Höfen, Weilern und Dörfern ‚Eschingen, Svertzach, Wylmadingen, Horhan und Lütenschlow‘ zusammen mit Endermettingen und dem Vogtrecht von Löhningen.“ Offensichtlich hatte Ulrich von Rümlang jedoch gleichzeitig die klettgauischen Dörfer von Wutental an Graf Alwig X. von Sulz verkauft, wobei er hier wohl zwischen der Niederen und der Hohen Gerichtsbarkeit unterschieden hatte. Ein Streit darum wurde 1489 und 1490 gerichtlich im Sinne Ulrichs entschieden.
„Nach 1400 wurde Landgericht in […] Schwerzen, gewöhnlich ‚an freier kaiserlicher, des Reichs Straße‘ gehalten, bis die Gerichtstage etwa von der Mitte des 15. Jahrhunderts an vor allem bei schlechter Witterung in die Rathäuser oder bestimmte Wirtshäuser, wie den ‚Adler‘ verlegt wurden.“
Hintergrund
Die politischen Akteure im Lande waren nun die Landgrafen von Klettgau und Stühlingen und südlich des Hochrheins die sich zunehmend entwickelnde Schweizerische Eidgenossenschaft. Kaum mehr die Klöster; nur die größeren Städte konnten noch eine eigenständige Rolle einnehmen.
Im 15. Jahrhundert hatten sich in Europa auf der höchsten Ebene Staaten formiert – prägend im Süden waren die Kriege zwischen Österreich und der Eidgenossenschaft. Doch auch die Bevölkerung – größtenteils noch die Bauern – machte eigene Ansprüche und Rechte geltend, wobei auch die Trennung der christlichen Glaubensgemeinschaft in Katholiken und Anhängern der Lutherischen Reformation die Gesellschaft immer stärker polarisierte.

## 16. Jahrhundert
Noch vor Ende des 15. Jahrhunderts kam es nach dem Rümlanger ‚Doppel-Verkauf‘ zwischen den Stühlinger Grafen von Lupfen und dem Klettgauer Grafen Alwig III. von Sulz trotz der zwischenzeitlich gerichtlichen Entscheidung (1490) zum fortgesetzten Streit um die Rechte in Wutental. Er endete vorerst mit dem Aussterben der Lupfener im Jahre 1582, wobei und der klettgauische Teil Wutentals dann bis 1603 den Herren von Mörsberg unterstand. In der Verwaltung akzeptierten diese eine von den Lupfenern eingesetzte Vogtei. Das Geschlecht der von Mörsberg stammte von der Linie Morimont ab, den Bauherren von Schloss Bonndorf.

### Bauernkrieg

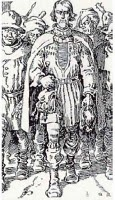
Hans Müller von Bulgenbach (Kupferstich)

Im Sommer 1524 entstand Unruhe unter den Bauern um Stühlingen, die sich an einer Erhöhung von Abgaben entzündeten und dann nach und nach in einer Vielzahl von Beschwerden über unangemessene Belastungen und Schikanen – auch in Erbschaftsregelungen – in 62 Artikel gefasst wurden. Im ersten Jahr bestand der Aufstand noch kaum in kriegerischen Handlungen, eher in Zügen durch das Land zur Vergewisserung über Stimmungen und die eigene Stärke und die regionalen Herrschaften und der junge Erzherzog Ferdinand von Österreich waren noch verhandlungsbereit. Die Positionen lagen jedoch sehr weit auseinander und beide Seiten rüsteten sich, auch fanden sich qualifizierte Bauernführer wie der Hauptmann Hans Müller von Bulgenbach und der bis dahin eher zwiespältige Adlige Ulrich von Württemberg. Auch hatte sich der Aufstand im Süden dann – insbesondere in Thüringen – als Teil eines deutschen Bauernkriegs ausgeweitet.
Zu den Stühlinger Bauern zählten auch die Wutentaler. Sie stellten zu Verhandlungen in Schaffhausen zwei Vertreter und im April 1525 wurden bei einer Verhandlung des Reichskammergerichts in Esslingen „aus Horheim Hans Ture und aus Wutöschingen Jakob Halder“ aus den „Stühlinger Orten“ genannt. Als die Kämpfe und Belagerungen begannen, befanden sich die Stühlinger mit den Hegauern im Bodenseeraum, wurden jedoch noch mit den Schwarzwäldern vor Radolfzell im Juni 1525 in einer Schlacht geschlagen: „Die Stühlinger, Fürstenberger und Schellenberger Bauern ergaben sich ihren Herren.“

„Am 12. Juli 1525 fand in Ewattingen die Huldigung der Bauern vermutlich vor Graf Wilhelm von Lupfen statt. Den Bauern wurden die Strafbedingungen bekannt gemacht. Sie waren zwar hart, aber die Stühlinger Bauern haben den Bauernkrieg mit wenig Blut vergießen überstanden, wenn sie auch mit ihrer Lage danach absolut nicht zufrieden sein konnen.“

Das Schicksal der Klettgauer Bauern mit ihren Gegnern auf der Küssaburg war härter – hier hatten auch religiöse Forderungen eine Rolle gespielt – und trotz Unterstützung der Stadt Waldshut mit einigen Kanonen wurden 1.000 Bauern und Landsknechte auf dem Rafzer Feld und bei Grießen vernichtend geschlagen.
Auch in diesem Jahrhundert dauerte es noch einige Jahrzehnte, bis die Dorfgemeinschaften wieder intakt waren.
Noch vor dem Ende der Lupfener 1582 erhoben diese Horheim „zum Sitz eines Obervogtes […], dem die ganze Herrschaft Wutental unterstellt war. 1575 bis 1579 war dies der ‚edelfeste‘ Joachim Lupfer, und 1586 soll es Hans Bühelmann gewesen sein. Er hatte seinen Sitz im sogenannten Schlösschen, dem späteren Gasthaus zum Rebstock.“

## 17. Jahrhundert
Nach dem Aussterben der Grafen von Lupfen (Graf Heinrich VI., 1582) ging die „Herrschaft Wutental zusammen mit der Landgrafschaft Stühlingen an […] Conrad von Pappenheim“ (1534–1603). Lange Erbstreitigkeiten waren jedoch erst 1603 kurz vor seinem Tod beendet. Conrad verkaufte noch kurz vor seinem Tod 1603 die Wutental-Dörfer der Klettgauer Seite (ohne Horheim) an den Klettgauer Landgrafen Karl Ludwig zu Sulz, der von 1602 bis 1616 regierte. Nach Intervention von Kaiser Rudolf II. konnten die Horheimer – obwohl die Pappenheimer protestantisch waren – beim katholischen Glauben bleiben. In Europa gelang es Rudolf nicht, zwischen Katholiken und Protestanten zu vermitteln. Er starb 1612.
Die Landgrafschaft Stühlingen (mit Horheim) erbte 1603 der Pappenheimer Maximilian von seinem Vater, dem Reichserbmarschall Konrad.
Willmendingen

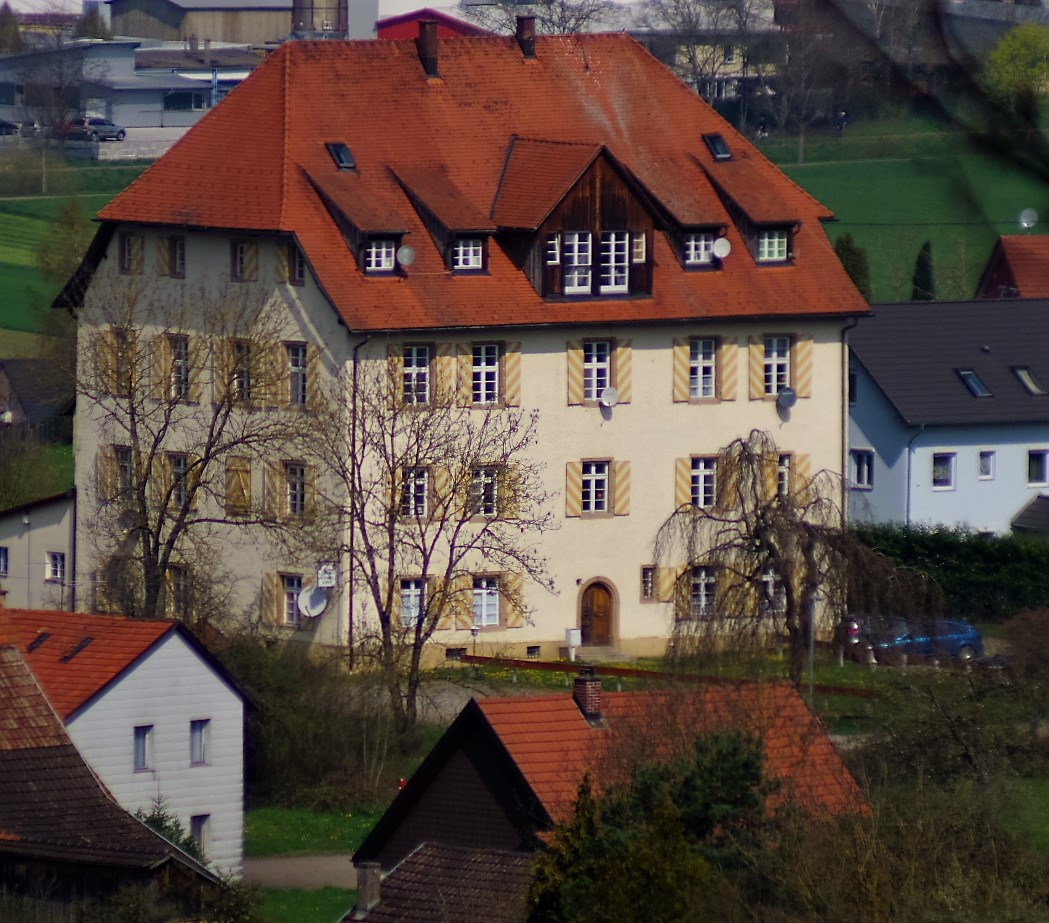
Das Schloss Willmendingen, 1609 erbaut durch Freiherr Johann Jakob von Beck zu Willmendingen

„Am 1. Januar 1607 verlieh der Landgraf des Klettgaus, Karl Ludwig von Sulz neben einem adeligen Sitz noch das Dörfchen Willmendingen mit den niederen Gerichten und allen zugehörigen Rechten zum ewigen Erblehen an Johann Jakob von Beck und seine Nachkommen.“ Er erbaute das Schloss aus einem Vorgängerbau und wurde auch zum Vogt der Landgrafschaft ernannt. Die Familie hielt Willmendingen fast zwei Jahrhunderte in Besitz, erst 1803 verkaufte Franz Xaver von Beck das Lehen an Fürst Josef II. von Schwarzenberg.
„Karl Ludwig von Sulz vermachte 1616 vor seiner Abreise ins Feldlager nach Italien (Kriegszug als Truppenführer) in seinem Testament die Landgrafschaft Klettgau samt der Herrschaft Wutental (ohne das Stühlingen zugehörige Horheim) seinen Söhnen Graf Alwig X. (reg. von 1617 bis 1628) und Karl Ludwig Ernst (reg. von 1628 bis 1648).“
Hintergrund
Die sich schon länger zuspitzende europäische Spannungslage, die politisch und ökonomisch begründet die europäischen Staaten in Konflikte brachte, doch bis zum Wahn getriebene religiöse Formen annahm und enorme Menschenverluste forderte, führte zum Dreißigjährigen Krieg (1618–1648), der in seiner letzten Phase insbesondere Süddeutschland verheerte. Im politischen Großraum bildete sich in dieser Zeit die Habsburgermonarchie.
In der ersten Hälfte des Krieges belastete die Bezahlung von Kriegsumlagen oder Forderungen durchziehender Truppen und deren Einquartierung die Gemeinden und Dörfer. Wutental war nun so betroffen wie der Klettgau, denn die Heere waren weitaus größer als noch im Bauernkrieg. In den Jahrzehnten zuvor hatten sich die Konfessionen nach Staaten und im Reich auch nach Ländern geschieden und die protestantischen und katholischen Fürsten waren jeweils Bündnisse eingegangen – der Schmalkaldische Bund noch im 16. Jahrhundert und dann die „Union“ mit Friedrich V. (Pfalz) (Winterkönig) gegen die Katholische Liga. Die Bündnisse hatten sich Schlachten geliefert und dann die erste Hälfte des umfassenden Krieges „bestritten“.
Im katholischen Hochrheingebiet lösten Österreichische Soldaten 1627 eine Pestwelle aus und, im Frühjahr 1631, zogen Spanier durch, die Frankreich und Schweden für die Union kämpften und „ab 1633 wurde die Bevölkerung des Wutachtales fast ununterbrochen durch die verschiedenen durchziehenden Heere geplagt.“

### Vorgänge unter den Landgrafen
Graf Alwig XII. von Sulz (1586–1632) hatte die Landgrafschaft Klettgau 1628 ohne Wutental an seinen Bruder Karl Ludwig Ernst übergeben, „da wegen der Kriegsereignisse er selbst allzu oft abwesend sein musste.“ Alwig wurde 1632 „in Bamberg beim Kampf gegen die schwedischen Truppen des General Horn getötet.“ Sulzer-Graf Alwigs Sohn Ulrich II. erbte 1632 nach dem Tod des Vaters als einzigen Besitz die Herrschaft Wutental und das Schloss in Jestetten.
Übergang Wutentals an die Fürstenberger
Die Landgrafschaft Stühlingen mit Einbezug Horheims befand seit 1582 im Besitz des protestantischen kaiserlichen Oberst Conrad von Pappenheim; sie ging 1603 an den Sohn Maximilian von Pappenheim, dessen Tochter Maximiliana 1631 den katholischen Grafen Friedrich Rudolf von Fürstenberg heiratete. Im Krieg floh die Pappenheim-Familie ins reformierte Schaffhausen. Maximiliana trat später zum katholischen Glauben über und nach dem Tod ihres Vaters 1639 ging die Grafschaft Stühlingen mit Horheim auf dem Erbwege an das Haus Fürstenberg.
Der Sulzer Ulrich verkaufte „im Jahr vor seinem Tod 1649 aus Geldnot die Herrschaft Wutental [ohne Horheim] für 35.000fl an Landgraf von Stühlingen Friedrich Rudolf von Fürstenberg.“ Damit war das verwüstete und völlig verarmte Wutental ein Jahr nach dem Dreißigjährigen Krieg unter den Fürstenbergern vorerst wiedervereinigt.

### Im Dreißigjährigen Krieg
Im September 1633 traf der protestantisch-schwedische General Gustaf Horn mit einer 30.000 Mann starken Armee am Hochrhein ein: Nachdem sie den Klettgau gründlich verheert und geplündert hatten, verließen die Schweden die verbrannte Landschaft noch im selben Monat in Richtung Bodensee.
Fast unmittelbar danach, im Oktober 1633 rückte der kaiserliche Feldmarschall und Führer der katholischen Liga General Altringer an und lagerte mit 30.000 Mann in Stühlingen und Umgebung. Er bedrohte calvinistisch-protestantische Schaffhausen, zog „nach Verhandlungen“ dort wieder fort „und nahm den Schweden Tiengen ab.“ Er belagerte erfolglos Rheinfelden zog dann weiter.

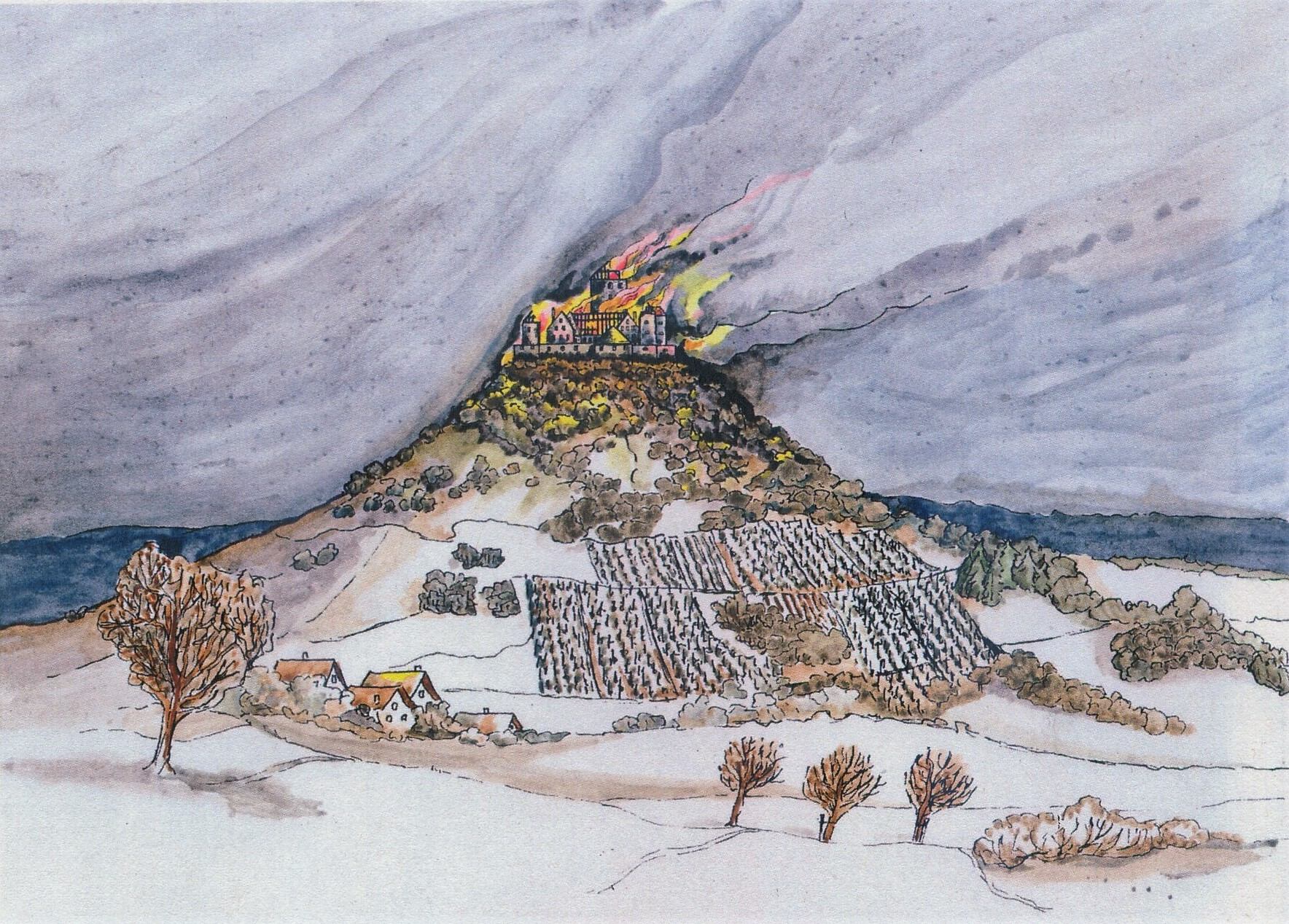
Brand der Küssaburg. Zeichnung von Wolf Pabst

Im Frühjahr am 8. März 1634 wurde die Küssaburg zerstört. Der Auslöser der Zerstörung der Burg durch die eigene Besatzung erfolgte nicht während der Klettgau-Verwüstung unter General Horn – wie fälschlich angenommen wurde und noch wird –, sondern durch einen überraschenden Anmarsch des Stellvertreter Horns, Generalmajor Bernhard Schaffalitzky, der zum Oberbefehlshaber über Schwarzwald, Oberschwaben und Bodensee ernannt worden war. Anfang März brach Schaffalitzky mit [nach Thomas Mallinger ] 800 leicht bewaffneten Soldaten über das Wutachtal an den Hochrhein auf. Die Ankunft von Schaffalitzky und die Aufgabe der Küssaburg stehen zeitlich in Übereinstimmung. Noch heute wird die Zerstörung der mächtigen Festung Küssaburg durch den angeblichen Anmarsch des kompletten schwedische Heers etwas romantisiert (Siehe Tafel am Eingang zur Burg). Für die kleine Besatzung war jedoch die 800 Mann starke Einsatztruppe nicht weniger gefährlich.
Eine unabhängige Bestätigung auf das Wirken dieser Truppe ist H. Ruppaners Hinweis: „1634 war wieder eine schwedisch-französische Brandschatzung im Wutachtal“.
Im Kampf gegen die Schweden stand der 1595 in Wutöschingen als Michael Saurbeck geborene Pater Stanislaus, der großen Anteil an der erfolgreichen Verteidigung von Überlingen im April 1634 und danach auch im Januar/Februar 1647 von Feldkirch hatte.

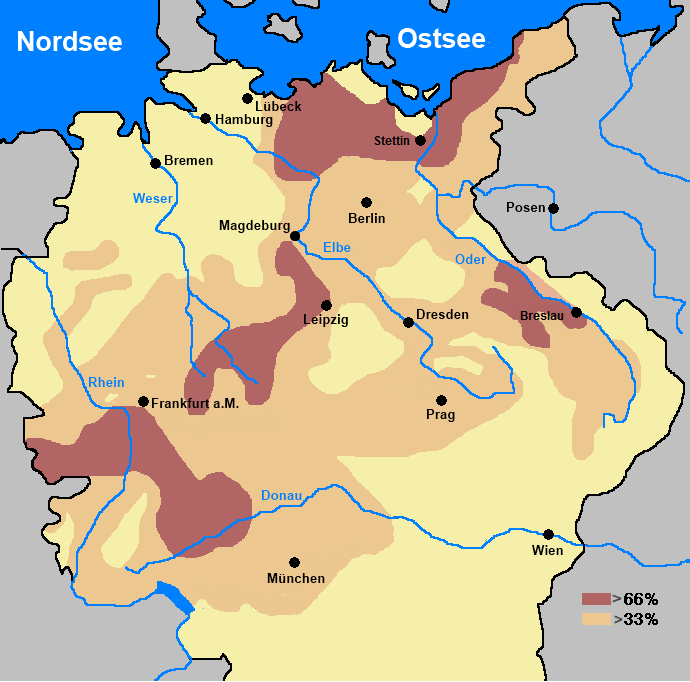
Bevölkerungsverluste im Dreißigjährigen Krieg

Auf die Verwüstungen im Wutachtal und im Klettgau im Jahr 1634 folgte 1635 eine schwere Hungersnot – dennoch „hielten sich mehrere tausend Reiter aus Lothringen im Klettgau und im Stühlingschen auf.“
Überliefert wird wieder ab 1638:

„Die Söldner des (protestantischen) Herzogs (plünderten) die Dörfer der Landgrafschaft Stühlingen, wobei sie die schlimmsten Gräueltaten begingen. 1639 marschierten immer wieder Truppenteile durch das Tal, gefolgt von verwilderten und marodierenden Haufen. […] Jeder tötete jeden. Es war ein Kampf von allen gegen alle und verrohtes Gesindel jeder Art durchzogen die Lande in der Hoffnung auf Beute. Selbst nach Kriegsende ging das so noch mehrere Jahre weiter.“

Die Region lag nun wieder mindestens ein Jahrzehnt in Agonie.
1648 war in Münster und Osnabrück der Westfälische Frieden geschlossen worden zwischen dem Reich und Frankreich und in Osnabrück zwischen dem Reich und Österreich.
Nachkriegsaktivität
Bei dem Übergang des Erbes 1639 von den Pappenheimern durch Heirat an die Fürstenberger als Landgrafen von Stühlingen handelte es sich bei Horheim um die Niedere als auch die Obere Gerichtsbarkeit. Danach hatte der Sulzer Graf Ulrich 1649 vom Klettgauer Anteil Wutentals (Schwerzen mit Willmendingen und Wutöschingen) an den Fürstenberger nur die Niedere verkauft. Die Obere verblieb nach wie vor beim ihm selbst. Da die Wutentaler der drei Orte sich heftig gegen die Sulzer Oberhoheit sträubten, kam es schon bald zu Konflikten. Es half nichts: „Der Prozess in Wien dauerte rund 10 Jahre. Der Fürstenberger musste 1663 nun auch die [Niedere Gerichtsbarkeit an den] 1649 gekauften drei Orte[n] an Johann Ludwig von Sulz zurückgeben.“
Generell bestand nach dem Krieg überall ein großes Interesse an der Klärung der Besitzordnung, auch der Grenzziehung der Gemeindeterritorien:
Vogt Ulrich Ehrensperger (Schwerzen), Vogt Caspar Buri (Willmendingen) (waren) am 12. Juni 1658 Teilnehmer einer „Gemarkungsabschreitung“ zur Neubeschreibung der Oberlauchringer Gemarkung mit Bann. Von einem Markstein bei Horheim „von diesem über die Wutach bis an die große Fluh, allwo darob ein Stein stehet, der den Lauchringer und den Schwerzener Bann scheidet.“

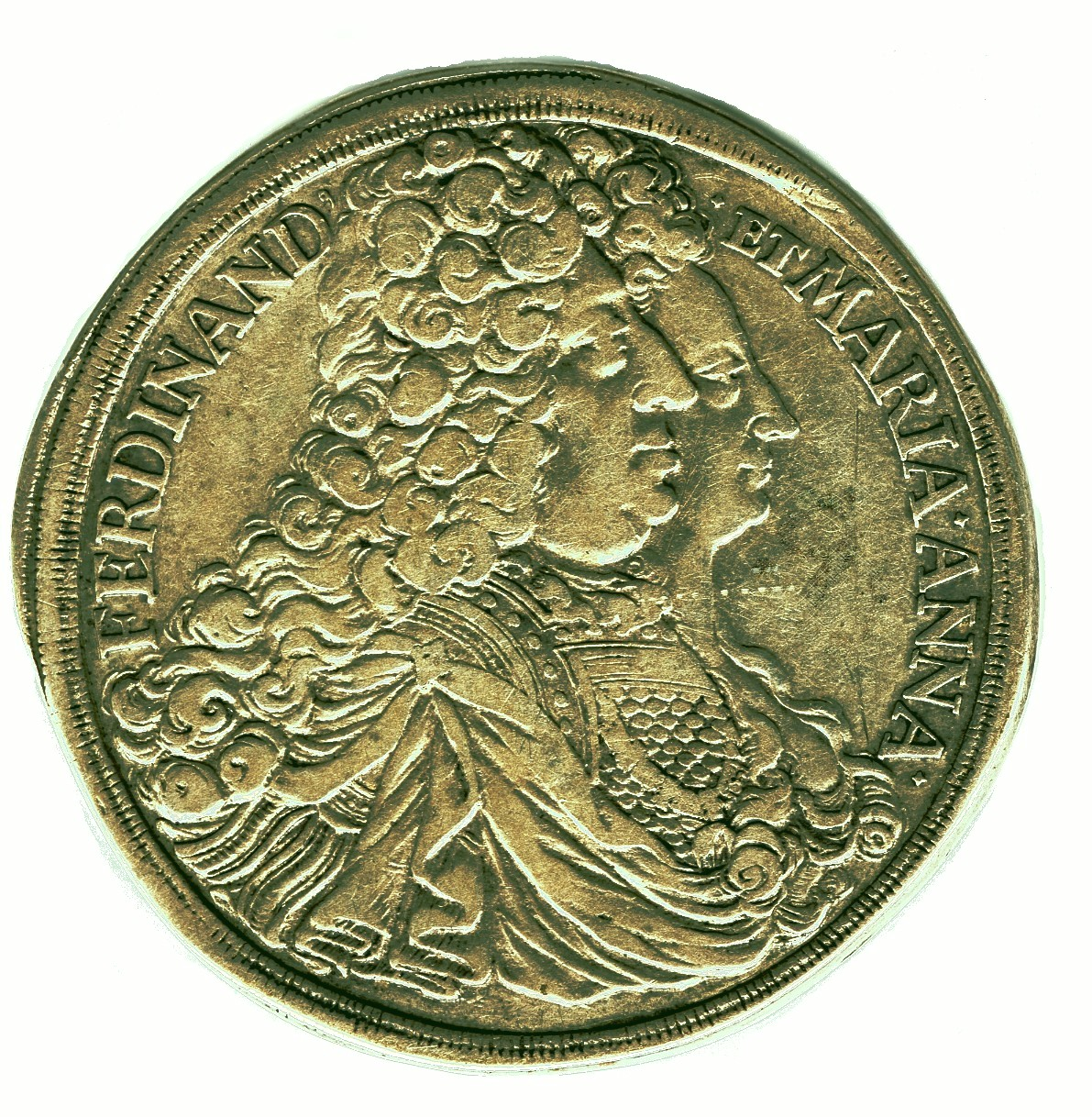
Taler mit Porträts von Ferdinand und Maria Anna v. Sulz, 1696

### Klettgau-Übergang an die Schwarzenberger
Nach dem Aussterben der Sulzer 1687 (Johann Ludwig II.) kam Wutental über Ludwigs Tochter Maria Anna, die seit 1674 mit Ferdinand Graf von Schwarzenberg verheiratet war, mit der Landgrafschaft Klettgau an die Fürsten von Schwarzenberg. Der letzte Sulzer hatte 1676 „seiner Tochter die Erbfolge gesichert.“ Dies kann nur bedeuten, dass die Stühlinger Fürstenberger das Dorf Horheim ebenfalls der Herrschaft Schwarzenberg im Klettgau übergaben. Damit war Wutental wieder unter einer oberen Herrschaft vereint.

## 18. Jahrhundert
Die sich ankündigende und dann 1750 realisierte Zusammenfassung in der Verwaltung von Lauchringen und Wutental, wurde auch durch eine Klimaänderung möglich, die das Sumpfgebiet offensichtlich schrumpfen ließ. Dieser nun einfachere Kontakt mit den westlichen bzw. östlichen Nachbarn schien jedoch auch ein Konfliktpotenzial zwischen den jeweiligen Bewohnern auszulösen.
„In trockenen Sommern und im Winter war die oft genug ‚wütende Aach‘ nur ein armseliges Rinnsal, und es entbrannte vor allem zwischen dem Horheimer und Oberlauchringer Müller ein heftiger Streit um die kostbare Antriebskraft […] das andere Mal beschwerten sich die Bauern, daß ihre Wiesen vertrocknen, weil ihnen der Müller alles Wasser wegnehme. […] 1706 wurde ein solcher Streit bei einem Treffen der Gemeindevorgesetzten, einem gemeinsamen Mittagessen im Pfarrhof in Schwerzen und einem Trunk im Wirtshaus ‚Zum Adler‘ beigelegt.“

### Zusammenfassung mit Lauchringen
Nach 1750 „unter der Verwaltung der Schwarzenberger wurden Ober- und Unterlauchringen mit der Lauffenmühle wie auch Degernau der […] Herrschaft Wuten- oder Wutachtal zugeordnet. […] 1783 wurden die bisherigen vier Ämter Tiengen, Jestetten, Klettgau und Wutental aufgehoben und als neue Verwaltungsbezirke die Oberämter Tiengen (mit Ober- und Unterlauchringen) und Jestetten geschaffen.“
Horheim
Vogt Johannes Büche kaufte 1719 das Schlößle und machte es „zum Gasthaus Rebstock.“ Nach seinem Tod 1758 „(erbte) sein Sohn Hans Martin Büche […] außer dem Rebstock umfangreiche Ländereien und Liegenschaften seines Vaters. […] Büche war Schaffner des fürstenbergischen Stiftes sowie fürstl. fürstenbergischer Landvogt und zog für die Herrschaft den Zehnten ein.“
Der ehemalige „Berauer Hof“ – das sogenannte „Große Huus“ oder auch „Lütischlo“ – brannte 1722 ab. Nach dem Brand wurde er von Hans Martin Büche („HMB“) wieder aufgebaut: „Es sollte ein großes Postgebäude werden, daher auch die großen Stallungen und die zwei großen Scheunen, 1758 mit dem Gebäude erstellt wurden.“ Büche versuchte auch, die Regierung zu bewegen, die Straße über Mettingen nach Bonndorf [auszu]bauen. Später beherbergte er das Gasthaus Hirschen sowie das Schul- und Rathaus. Das Große Huus brannte 1904 wiederum ab. „Heute das Haus Meßmer.“ Hans Martin Büche starb 1780.
Schwerzen

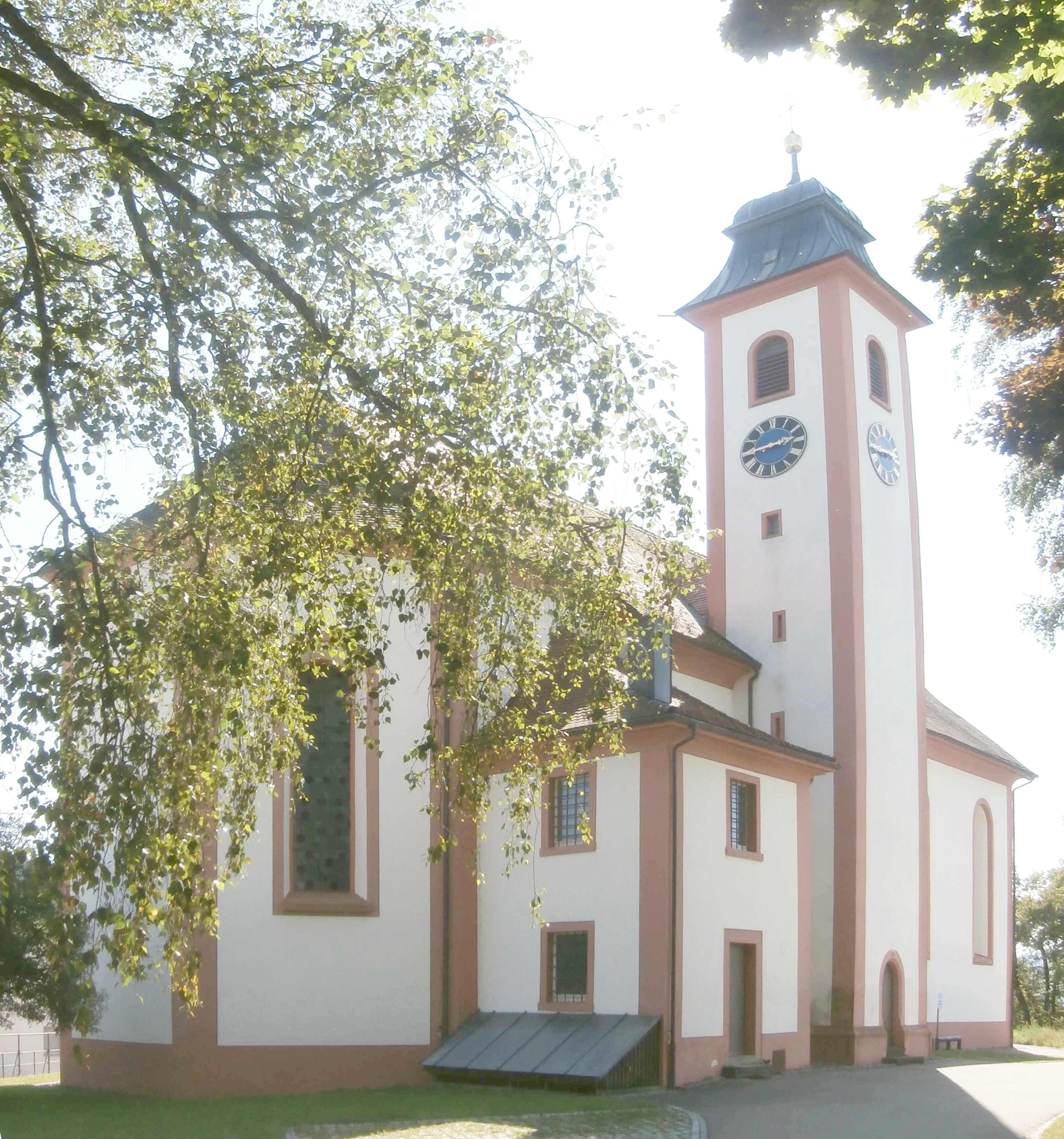
Kirche St. Johannes in Schwerzen

1780: „Beim Kreuzgang nach Zurzach wurde in Kadelburg mit der Fähre übergesetzt und auf dem Rückweg im Wirtshaus Einkehr gehalten, während Pfarrer und Gemeindevorgesetzte [von Oberlauchringen] bei der Wallfahrt nach Degernau im Pfarrhaus von Schwerzen, das vorübergehend sogar das Weinschankrecht hatte, bewirtet wurden.“
Die alte baufällige Kirche Pfarrkirche St. Johannes der Täufer auf der Anhöhe beim Ortseingang wurde in den Jahren 1781 bis 1791 vermutlich nach einem Plan des Baumeisters Peter Thumb im Stil des Spätbarock anstelle eines Vorgängerbaus unter Einbeziehung des ehemaligen Turmes errichtet.
Verbot der Wallfahrt nach Degernau, 1803, durch Oberlauchringer Pfarrer 1805 ignoriert.
Hintergrund
Die nun zahlreich überlieferten Aktivitäten unter den Besitzenden können nicht darüber hinwegtäuschen, dass die Bevölkerung schon Mitte des 18. Jahrhunderts wieder unter Kriegen und damit weiteren Heereszügen im Durchzugsgebiet entlang des Hochrheins litt: Im Österreichischen Erbfolgekrieg (1740–1748) lagen 1744 „Ungarnsoldaten auf dem Schwarzwald im Quartier und haben das Land übel verderbt. Vom 9. Christmonat bis 10. April 1745 sind die französischen Dragoner in der Landschaft Cletgau gelegen. Das Land wurde elend verderbt.“ (Wehrle Chronik bei Ruppaner, S. 113). Der Friedensschluss 1748 beseitigte das Konfliktpotenzial zwischen den Großmächten nicht.

„Am 20. April erklärte der französische König Ludwig XVI. auf Drängen seiner revolutionären Regierung König Franz II. von Ungarn und Böhmen, der gleichzeitig Landesherr in Österreich und Kaiser im Heiligen Römischen Reich Deutscher Nation war, den Krieg. Damit setzten die territorialen Veränderungen am Hochrhein ein. Am 9. Februar 1801 unterzeichnete nach zwei verlorenen Koalitionskriegen (1792–1797 und 1799–1801) Österreich einen Friedensvertrag.“

## 19. Jahrhundert
Ruppaner nennt die Region, die wieder zum Durchzugsgebiet der Franzosen und Österreicher wurde, als „elendiglich ausgesogen.“ (Wehrle Chronik bei Ruppaner, S. 113). Im Friede von Lunéville 1801 kamen alle linksrheinischen Gebiete an Frankreich. Rechtsrheinisch entstand die Markgrafschaft Baden. Die Trennung durch die Hochrheinlinie führt auch zur Teilung von Laufenburg/Baden – Laufenburg/Aargau und Rheinfelden/Baden und Rheinfelden/Aargau.

Territoriumsentwicklung Badens von 1801 bis 1819

Konkretisiert wurde der europäische Kriegserfolg nach der Französischen Revolution 1789 durch Napoleon Bonaparte im Reichsdeputationshauptschluss 1803: „Fast alle geistlichen Reichsstände (wurden) der Landeshoheit weltlicher Stände unterworfen (Mediatisierung) und das gesamte katholische Kirchenvermögen beschlagnahmt.“ Alle Besitztümer der Kirchen und Klöster (insbesondere des Klosters Rheinau) im Klettgau wurden den Fürsten von Schwarzenberg übertragen. Auf der Landesebene wurde der Markgraf von Baden 1805/1806 mit Territorien versehen, die „Grundlage des neuen Staates“ wurden, der im August 1806 zum Großherzogtum Baden unter Karl Friedrich von Baden zusammengefasst war.
Durch die napoleonische Neuordnung Europas wurden auch in Süddeutschland die politischen Strukturen bis auf untere Ebenen geändert. So wurden die Ämter Tiengen und Jestetten 1806/1812 aufgelöst und Baden in der Verwaltung schrittweise in „Kreise“ neu gegliedert. Der Klettgau kam zunächst zum Seekreis mit dem Amt Stühlingen und dann zum Kreis Waldshut.
Unter dem letzten Fürsten, Josef II. von Schwarzenberg, kamen dessen klettgauische Gebiete ab 1806 formell und auch durch Verkauf „nach dem ‚Kauf- und Vertragscontract‘ vom 13. Juni 1812 […] an den badischen Hof einschließlich dem Schloss und allen Liegenschaften der Familie von Beck in Willmendingen und auch seine Besitzungen im Breisgau für zusammen 618.000 Gulden.“
Die Neuordnung Europas wurde 1815 auf dem Wiener Kongress bis in die Details geregelt und vor allem durch den Fürsten Talleyrand auf wirtschaftliche Entwicklungen hin konzipiert. Er versuchte einer „Industrialisierung“ den Boden zu bereiten. Diese erfolgte vorerst nur in städtischen Zentren.
Zwar hatten die Veränderungen vielerlei Konsequenzen – sie bedeuteten auch für die Bevölkerung friedlichere Zeiten, doch gleichzeitig führte der zivilisatorische Niedergang seit dem Dreißigjährigen Krieg und die rasche Neustrukturierung in die Verarmung auch im unteren Wutachtal zu großer Not.
Ein Bericht beschreibt den Verfall von Infrastruktur: Das Oberlauchringer Mühlewuhr war 1815 ...

„... so elend und schwach, daß es einer wilden Wutach nicht mehr standhalten könne. Die Steine, die an der Steina gebrochen würden, eigneten sich als Kalksteine, die durch Frost und Näße leiden, anerkanntermaßen keinesfalls für Wasserbauten. Aber die Herrschaft habe doch auf ihrem Gebiet die Ruine Küssaburg, die zum Wasserbau sehr geeignete Quadersteine in ausreichender Menge biete. Man habe schon einige Male Steine von dort genommen und zu öffentlichen Bauten verwendet. Der Abbruch bei der Ruine würde nicht so teuer kommen wie der Abbruch im Steinbruch. Man gestehe zwar ein, daß dieser Vorschlag nicht sehr kunstverständig sei […], aber er entspreche wirtschaftlichen Überlegungen, und diese hatten zu allen Zeiten meistens die Oberhand. Höheren Amtes lehnte man aber doch die Burgruine als Steinbruch ab und schlug den Steinbruch bei Schwerzen vor. (Direktorium des Wiesenkreises in Lörrach an die Domänenverwaltung in Tiengen, 6. Februar 1815)“

Notzeiten und Auswanderung
Die „friedlichen Zeiten nach […] der Neuordnung Europas“ bewirkten eine schnell wachsende Bevölkerung, die nach der alten Ordnung in der noch ausgelaugten Landschaft nicht mehr ausreichend versorgt werden konnte; neue Produktionsmethoden fruchteten noch nicht, Arbeitsplätze in der allgemeine beginnenden Industrialisierung gab es noch kaum am Hochrhein und im Schwarzwald. „Missernten führten zu Hungerjahren (1817, 1831, 1864)“. Zudem versumpfte durch eine Regenperiode die Wutach die Talbereiche von Lauchringen bis nach Degernau – „im ersten Viertel des 19. Jh. war Typhus in den Sterbebüchern als Nervenfieber bezeichnet und Todesursache sehr vieler Menschen. Im Jahr 1814 starben daran allein in der Pfarrei Schwerzen mindestens 30 Menschen.“

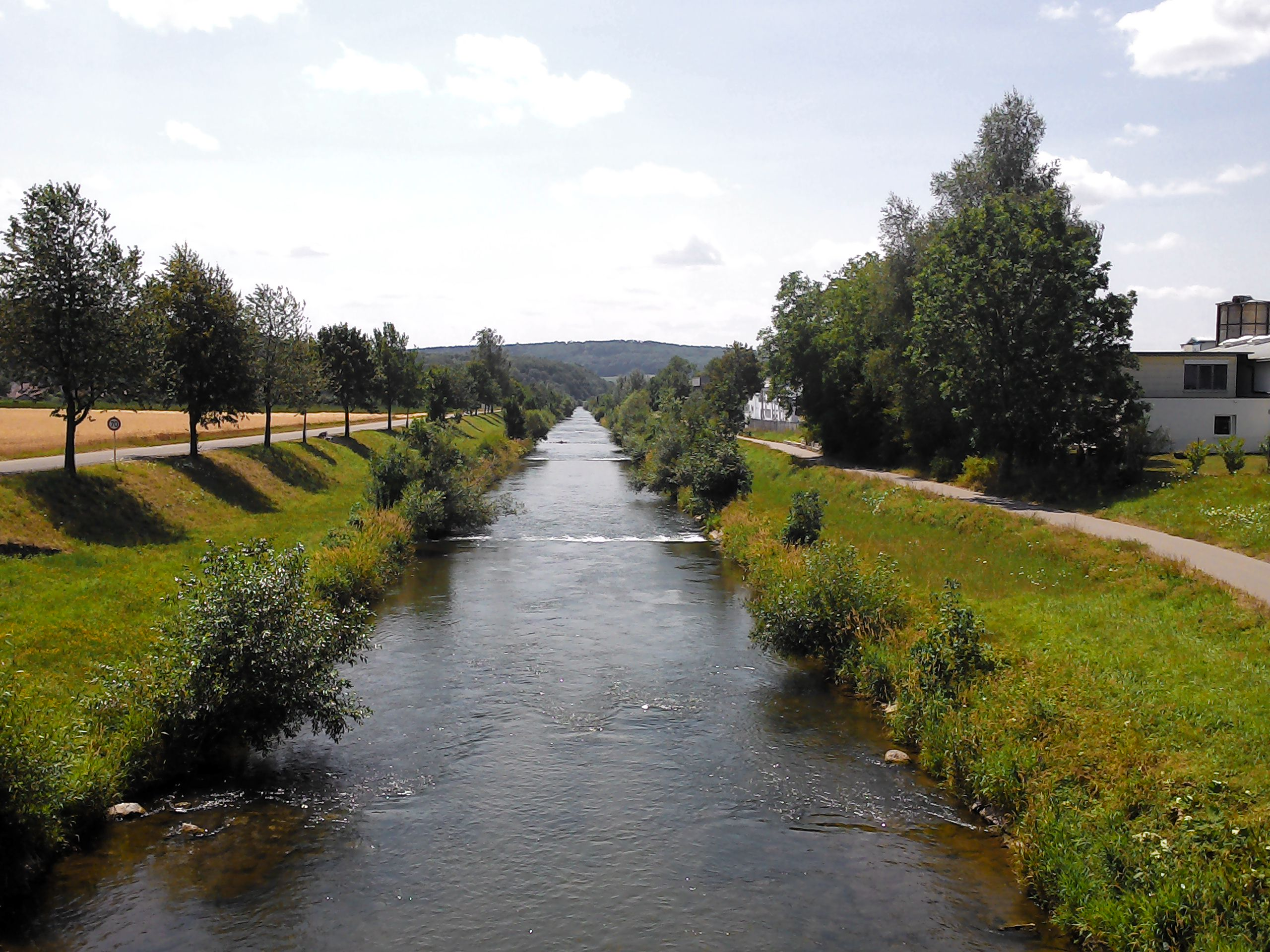
Die Wutach heute bei Horheim nach Lauchringen

1816 nahm das Großherzogtum Baden die Wutach in das Register der 1816 des badischen Flussbauverbands auf und ab 1821 beginnend bei Ofteringen führte der Bauingenieur Gottfried Tulla (1770–1828) die Begradigung des Flusses durch. „Von 1830 bis gegen die Mitte des Jahrhunderts dauerte die Korrektion im Bereich des unteren Wutachtales. Die vielen Schlingen des Flusses wurden beseitigt, und die großen Sumpfflächen trockneten endgültig.“ Vielen dadurch bedingten Krankheiten und Todesfällen war dadurch die Basis entzogen.
Der Not eröffnete durch die Internationalisierung der Verkehrswege – vor allem der Schifffahrt – die Auswanderung als Überlebensmöglichkeit, die auch staatlich unterstützt (und registriert) wurde. Zugespitzt wurde die Lage in den bäuerlichen Familien durch das in der „klettgauischen Landordnung“ noch geltende Anerbenrecht, „wonach grundsätzlich der jüngste Sohn das väterliche landwirtschaftliche Gut allein erbt, um eine unwirtschaftliche Zerstückelung zu vermeiden.“

„Außer den legalen, d.h. registrierten Auswanderern gab es aber auch viele illegale, so dass die amtlichen Zahlen weit übertroffen werden. […] Die Zahlen der Auswanderer aus den fünf Orten der Großgemeinde Wutöschingen betrugen in den 30er Jahren 25, in den 40er und 50er Jahren 48, in den 60er 26, in den 70er 22 Personen. […] insgesamt wanderte von 1826 bis 1889 insgesamt 126 Personen legal hauptsächlich nach Amerika aus.“

## 20. Jahrhundert

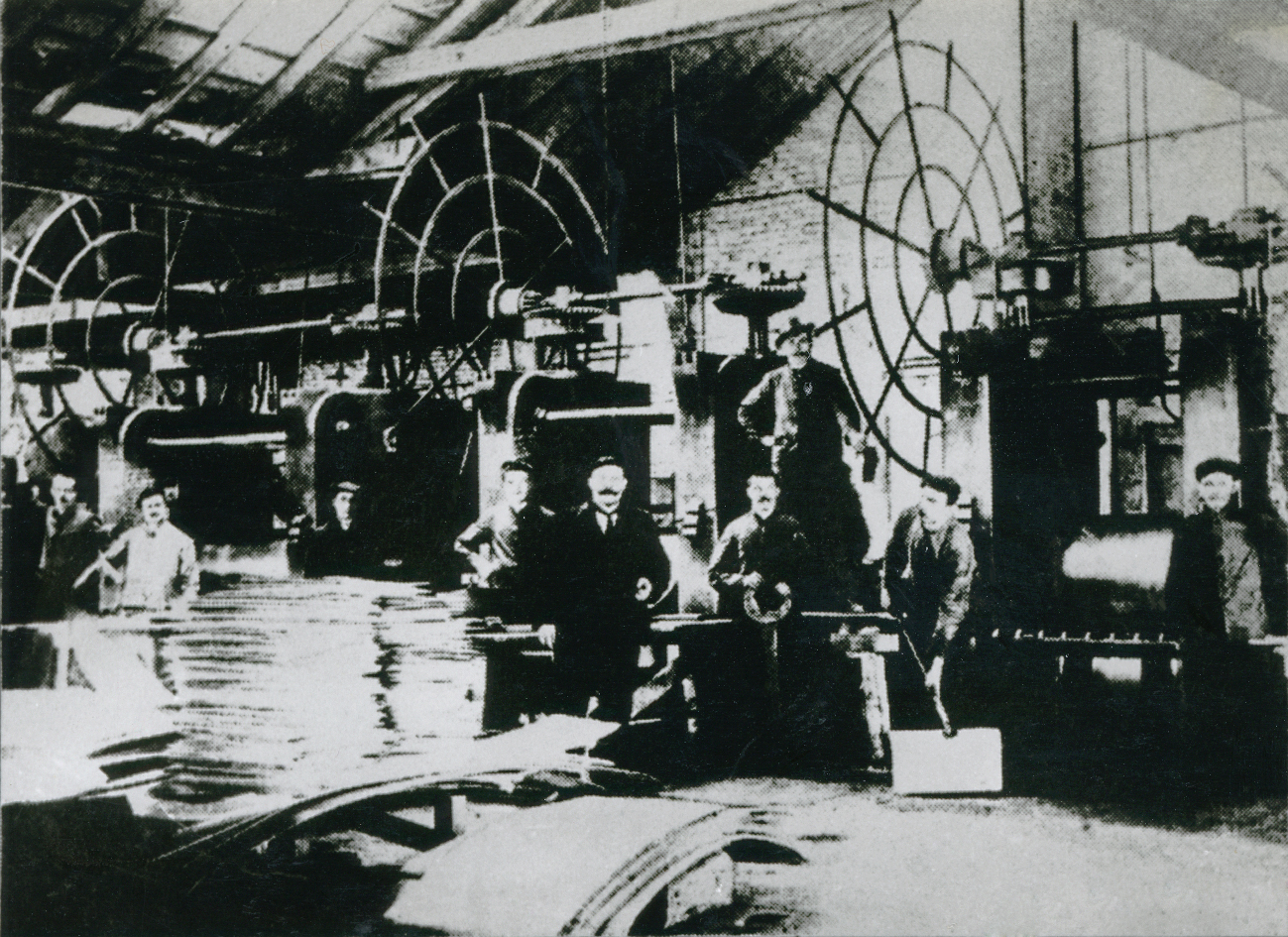
Burrs Gießerei – Bildunterschrift: „1909 Die ersten Walzen für Aluminiumbleche“. (In der Mitte Fritz Burr)

1889 brannte in Horheim die Gemeinde-Mühle ab, die „im Jahre 1629 an der damals noch in vielen Schlingen durch das Tal fließenden Wutach“ errichtet worden war. Mühlen waren jedoch nun ein ‚Auslaufmodell‘, Symbole der Wirtschaft seit dem Mittelalter. In Wutöschingen kaufte der Ingenieur Fritz Burr die alte Mahlmühle, funktionierte sie zum Gewinn elektrischer Energie um und errichtete eine Metallgießerei mit dem Ziel, Aluminium zu produzieren. In der Großgemeinde – ehemals Wutental – war durch die Flussregulierung auch viel neues Gelände nutzbar geworden und insbesondere im Ortsteil Wutöschingen setzte eine rege Bautätigkeit zwischen dem alten Dorfkern und der Wutach ein. Burr musste fürs erste Arbeiter – oft dann mit Familien – von auswärts anwerben.
Die Industrialisierung schuf den Typus des Arbeiters, dessen Integration in ein Bauerndorf auch soziale und gesellschaftliche Einrichtungen bewirkte, da auswärtige Fachkräfte entsprechende Ansprüche hatten.
Fritz Burr sorgte für den Erfolg seiner Unternehmung – bewirkte durch seine Überproduktion an Strom auch eine frühe Elektrifizierung Wutöschingens, Erweiterungen gingen jedoch über seine finanziellen Verhältnisse und er verkaufte sein Werk im Mai 1914 an den Ludwigshafener Großunternehmer und Grafen Georg Giulini. 1930 gründete er in Degernau noch einen Landmaschinenbetrieb. Er starb dort 1849.
Giulini legte das Walzwerk 1914 sogleich still wegen des Ausbruchs des Ersten Weltkrieges (1914–1918), in den nächsten Jahren wurden lediglich noch Granatzünder für das Heer produziert.
Nach dem Ersten Weltkrieg waren im Raum der heutigen Gemeinde „55 Gefallene zu beklagen.“
Zur Weimarer Republik schweigt die Wutöschinger Chronik – genannt wird die Deutsche Inflation 1914 bis 1923; in der AWW gab es christliche und sozialistische Gewerkschaften und „Widerstand gegen das NS-Regime machte sich in Einzelaktionen bemerkbar.“ 1937: „Der römisch-katholische Pfarrer Philipp Berger von Schwerzen […] hat sich anlässlich der Beerdigung einer an den Folgen der Sterilisation verstorbenen Frau grobe Ausfälle gegen die Staatsgewalt zu Schulden kommen lassen“ und verbüßte eine Gefängnisstrafe von drei Monaten. Philipp Berger war von 1929 bis 1952 Pfarrer von Schwerzen.

### Zweiter Weltkrieg
Wie bereits im Ersten befuhren auch im Zweiten Weltkrieg „Militärzüge mit Kriegsmaterial, Truppen- und Gefangenentransporte, auch Lazarettzüge […] Tag und Nacht die Wutachtalbahn. Diese Züge und die Bahnanlagen waren mit zunehmender Kriegsdauer das Ziel von Fliegerangriffen.“ Überliefert sind diese jedoch erst ab Eggingen, auch die Anlagen der Aluminiumwerke waren nicht betroffen.
Am Kriegsende im Südschwarzwald wurde von den französischen Truppen nach der Besetzung von Waldshut am Vormittag des 25. April wurde ihnen gegen Abend noch Wutöschingen kampflos übergeben; sie kampierten bei Eggingen – ihr Ziel war Stühlingen und der Raum Blumberg.
„Der II. Weltkrieg forderte in Wutöschingen und seinen Ortsteilen insgesamt 132 Tote, 53 Personen galten als vermisst.“

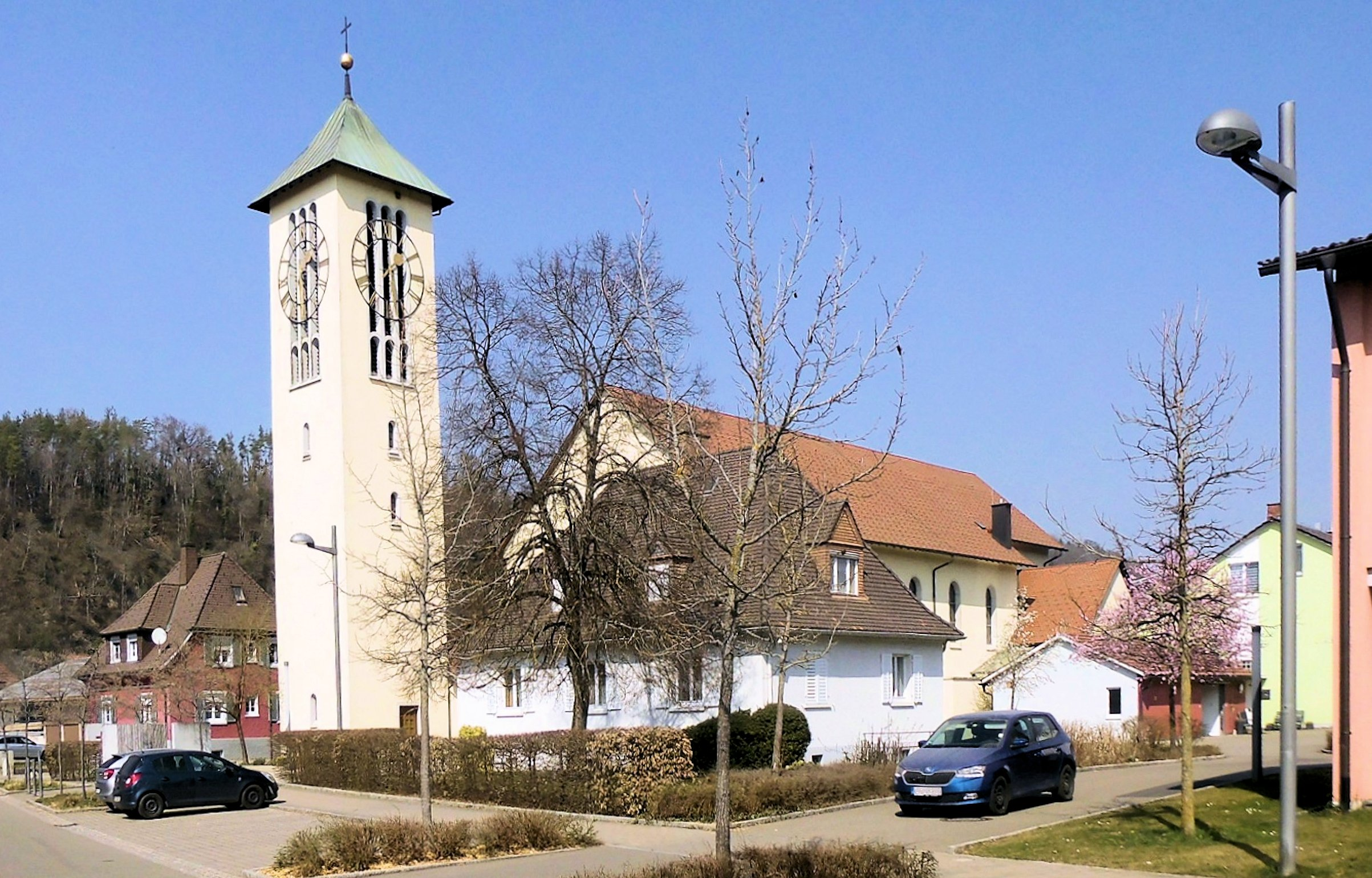
Kirche St. Maria Magdalena Wutöschingen (2022) beim Rathaus

### Nachkriegszeit
Wie Horheim hatte auch Wutöschingen (seit 1591) nur ein „Bethaus“ und eine „Magdalenenkapelle“. Diese zerfiel im Laufe der Zeit und war 1939 ruinös. In der Kriegszeit wurde sie von der Dorfgemeinschaft – trotz Ausweisung des Pfarrers 1941 durch die Nazis – aufgebaut und viel genutzt. Nach dem Krieg folgte provisorisch ein Saal in den Aluminiumwerken für Gottesdienst und 1954 wurde der Grundstein für eine Kirche gelegt. „Durch die große Opferbereitschaft, Spenden und freiwillige Fuhrleistungen wurde die Pfarrkirche innerhalb eines Jahres erbaut und am Sonntag, den 16. Oktober 1955, feierlich eingeweiht. Kirchenpatronin ist die hl. Maria Magdalena.“
Die Magdalenenkapelle diente nach dem Krieg der evangelischen Gemeinde als Gottesdienstraum, der Bau der Evangelischen Kirchefolgte 1956 mit Einweihung am 15. September 1957.

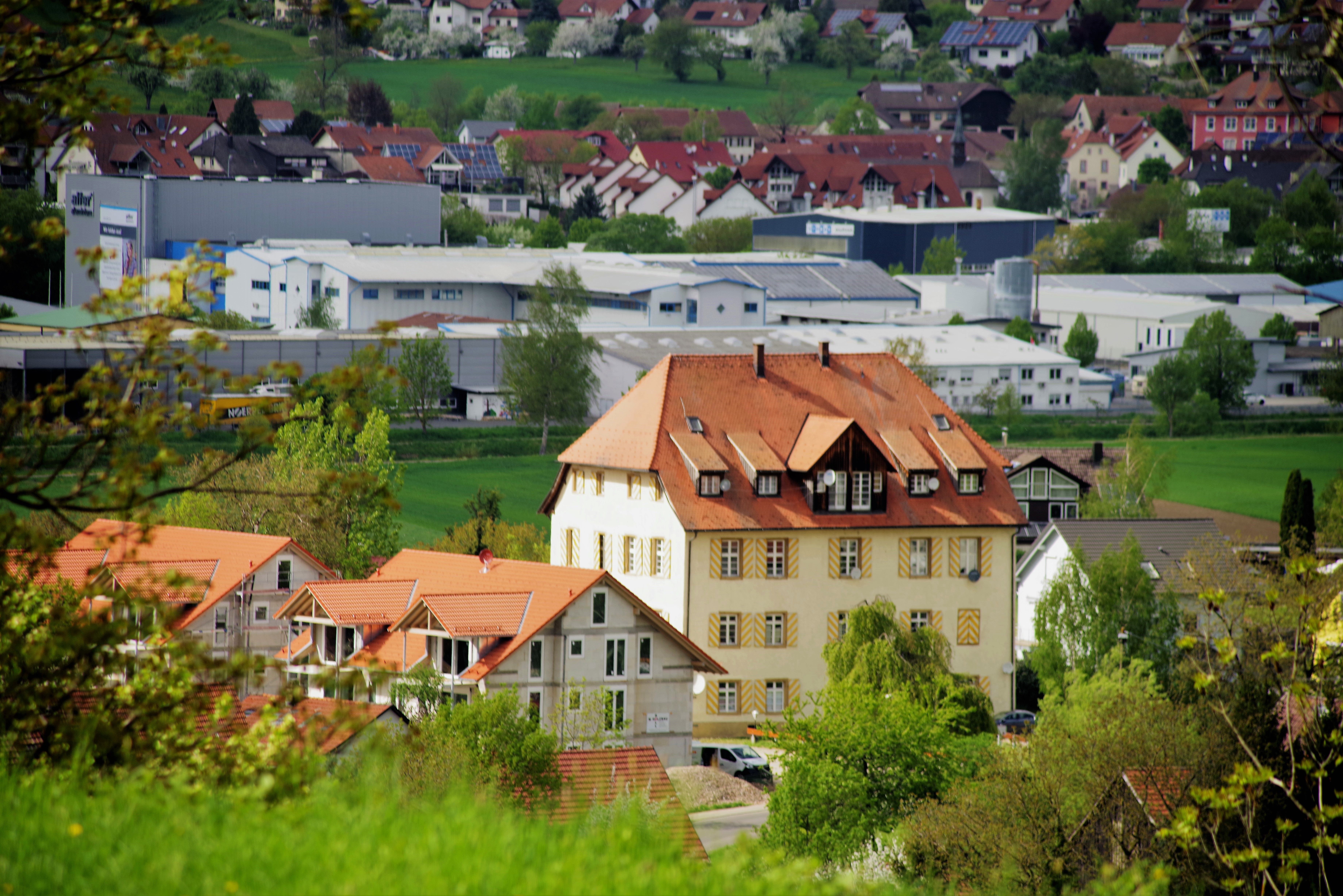
Schloss Willmendingen. Hintergrund: Industriegebiet Horheim mit Firma Alfer

1971 und 1974 hatten sich bereits Ofteringen und Degernau der Gemeinde Wutöschingen angeschlossen – „die heutige Großgemeinde Wutöschingen wurde im Zuge der Gemeindereform zum 01.01.1975 kraft Gesetzes aus den bis dahin selbstständigen Gemeinden Horheim, Schwerzen und Wutöschingen gebildet.“
Auf der Strecke von Lauchringen nach Weizen wurde die lange stillgelegte Wutachtalbahn nach 2003 wieder schrittweise aktiviert und an die heutige Museums-Sauschwänzlebahn angeschlossen.

## Ausklang
Die letzte Nennung der Herrschaft Wutental ist kurz vor der napoleonischen Neuordnung Europas 1815 nachweisbar. In der Heimatforschung war danach verschiedentlich schon von einer „Großgemeinde Wutöschingen“ die Rede.
Hans Ruppaner schließt seinen Beitrag in Wutöschingen – einst und heute mit der Bemerkung: „Durch die Gemeindereform von 1975 ist die ehemalige Herrschaft Wutental zusammen mit Degernau und Ofteringen als Gemeinde Wutöschingen gewissermaßen neu erstanden. Als Gemeindenamen wäre darum auch ‚Wutental‘ geeignet und historisch vertretbar gewesen.“